# Історія наукової фантастики

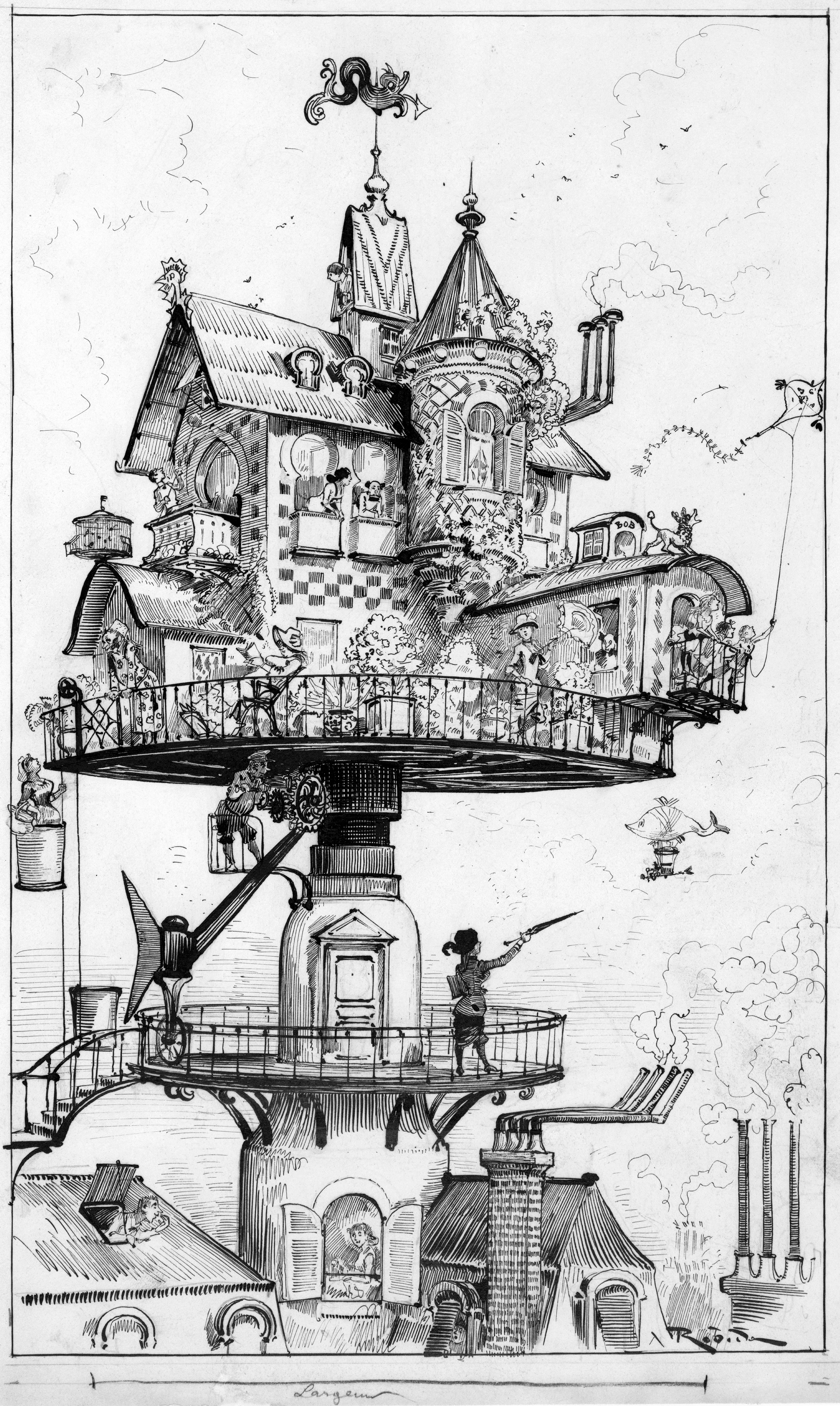
Maison tournante aérienne (обертовий аеробудинок). Ілюстрація французького письменника-фантаста Альберта Робіди до його книги Le Vingtième Siècle, яка уявляє життя через століття. На ньому зображений будинок, який може обертатися на стержні з дирижаблем на відстані. Підготовчий малюнок тушшю на графіті, c. 1883 р., цифрова реставрація.

Наукова фантастика — дуже різноманітний жанр — з точки зору літератури, кінематографії та інших медіа. Оскільки щодо його визначення серед науковців та ентузіастів немає єдиної думки, його походження залишається відкритим питанням, але все ще належить до сфери літератури.
Будучи нерозривно пов'язаною з поняттям науки, передумови для народження жанру наукової фантастики були сформовані з XVI століття і поглиблені з науково-технічною революцією, зокрема після відкриттів Галілея та Ньютона в астрономії, фізиці та математиці, особливо Просвітництвом. Айзек Азімов вважає основною передумовою зародження наукової фантастики саме промислову революцію, вважаючи, що галузь вимагає широкого та свідомого розвитку відносин між наукою та технологією. З цих причин, щоб визначити дату народження сучасної наукової фантастики, її умовно встановлюють у квітні 1926 року, коли в Сполучених Штатах вийшов перший спеціалізований журнал англійською мовою «Емейзін сторіз» редактора Г'юго Гернсбека, що знаменує момент, коли наукова фантастика почала ставати масовим явищем. Проте, багато попередніх творів можна віднести до цього жанру, від готичного роману «Франкенштейн» Мері Шеллі до наукових романів Жуля Верна та Герберта Веллса або навіть набагато старіших творів, таких як «Правдива історія» Лукіана. Деякі вчені називають оригінальним науково-фантастичним текстом «Епос про Гільгамеша», що датується ХХІІ-ХХІ століттям до нашої ери, тоді як інші визначають перші елементи наукової фантастики в арабській літературі пізнього Середньовіччя.
Наукова фантастика як певний жанр розвинулась і вибухнула в першій половині ХХ століття, коли глибоке взаємопроникнення науки та винахідництва в західній культурі викликало інтерес до художньої літератури, здатної досліджувати вплив технологій на людей і суспільство. Створена як популярний жанр розваг у пульп-журналах, орієнтованих головним чином на молодь у 1920-ті й 1930-ті роки ХХ століття, вона також почала наповнювати комікси та кіно. Наукова фантастика пережила свій «золотий вік» у 1940-ві роки, лишившись у пам'яті у вигляді яскравих обкладинок пульпів, які були значною мірою пов'язані із підлітковою аудиторією. Проте з часом стиль і зміст творів дозріли, а теми наукової фантастики були проаналізовані та іннововані відомими авторами.
Жанр отримав нове життя від модерністської літератури у 1960-ті та 1970-ті роки від британського руху «Нова хвиля», що спонукало його вирішувати нові пекучі теми зі стилістичною вишуканістю, які до того часу були відсторонені науково-фантастичними журналами. У 1980-ті роки жанр зазнав революції кіберпанку. Ідеї та теми з літератури часто використовувало кіно, часто обираючи свою версію оригінальної переробки літературних творів. Наукова фантастика все частіше розглядається як область, що межує з постмодерністською літературою, і, особливо у 1990-ті роки вона змішується в багатьох творах з іншими жанрами фантастики, зливаючись у більш загальний простір того, що було названо «загальною фантастикою». Наукова фантастика поступово стала жанром, до якого ставляться з повагою, і він має помітний вплив на засоби масової інформації, культуру та думку в усьому світі.

## Зародження наукової фантастики

### Перші попередники

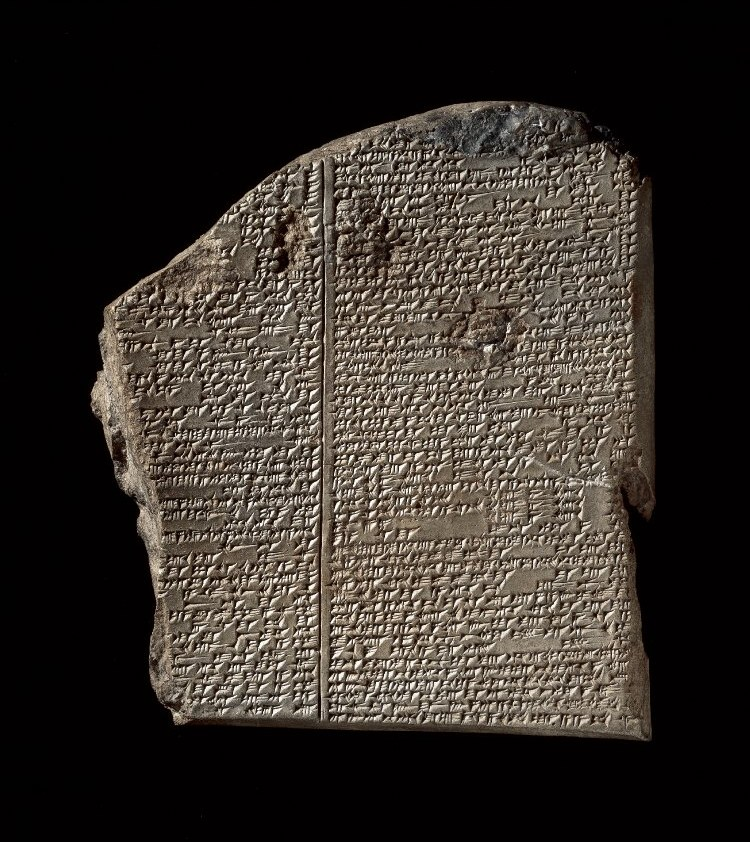
Епос про Гільгамеша

Різні історики намагалися стверджувати про давнє походження жанру наукової фантастики. Це думка меншості, оскільки більшість відносить ці твори найкраще до зразків протонаукової фантастики. Лестер дель Рей заявив, що першим твором наукової фантастики був перший твір, який записала історія літератури, — Епос про Гільгамеша (ранні версії шумерського тексту: приблизно 2150—2000 рр. до н. е.). Твір містить сцену потопу, яка дещо нагадує твори апокаліптичної наукової фантастики, однак її можна було б правильніше назвати фентезійною літературою, оскільки в ній мало науки чи техніки. Серед творів грецькою мовою з елементами, що нагадують наукову фантастику, є — до Правдива історія Лукіана Самосатського ІІ століття — Хмари та Птахи Арістофана (V століття до н. е.) і опис Атлантиди Платона в його діалогах «Тімей» і «Критій» (ІV ст. до н. е.).
Ранні елементи наукової фантастики також можна знайти в стародавніх епосах індуїстської міфології, таких як Рамаяна, в якій були міфічні літальні машини Вімана, здатні літати в атмосфері Землі, подорожувати в космосі та пірнати під воду, а також зброя, яка могла знищити все місто. У стародавньому індуїстському міфологічному епосі «Магабгарата» згадується історія царя Ревайти, який подорожує на небо, щоб зустріти творця Брахму, і був вражений, дізнавшись, що минуло багато століть, коли він повернувся на Землю, передчуваючи концепцію подорожі в часі. У деяких місцях біблійного тексту Об'явлення Івана Богослова здається, що ми буквально читаємо наукову фантастику та наукове фентезі: «[…] стався великий землетрус, і сонце стало темне, як волосяниця, і місяць став, наче кров. І зірки небесні попадали на землю, як смоковниця, струшувана сильним вітром, обсипає незрілі смокви свої. І небо зникло, згорнувшись, як сувій; і всяка гора й острів зрушилися з місць своїх…».

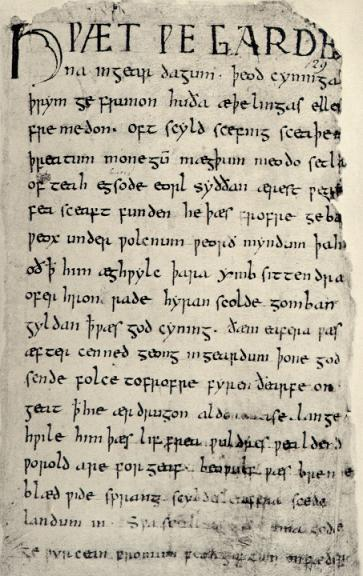
Перша сторінка Беовульфа

У різних творах фантастичної літератури, від «Метаморфоз» Овідія, що розповідає про Дедала та Ікара, до «Беовульфа», від «Пісні про Нібелунгів» до «Божественної комедії» Данте Аліг'єрі та «Бурі» Шекспіра, визнаються елементи наукової фантастики; «Буря» Шекспіра містить прототип божевільного вченого епохи Відродження (наприклад, легенду про Фавста) і була адаптована для науково-фантастичного фільму «Заборонена планета». У «Божественній комедії» Данте подорожує до інших планет і зірок, які складають небозвід і є населеними: наприклад, на небі Марса він зустрічає душі мучеників і героїв.
Лайон Спрег де Кемп та ряд інших авторів цитують «Правдиву історію» Лукіана, сатиру ІІ століття, присвячену міжпланетним подорожам, як один із, якщо не перший, прикладів наукової фантастики або протонаукової фантастики. Позиція англійського критика Кінгслі Еміса виглядає неоднозначною: хоча він писав, що «навряд чи це наукова фантастика, оскільки вона нагромаджує екстравагантності за екстравагантностями заради комічного ефекту», він імпліцитно визнав її науково-фантастичний характер, порівнюючи її сюжет із першим космічним фільмом ХХ століття «Космічною оперою»: «Я просто хочу зазначити, що жвавість і витонченість „Правдивої історії“ сприймають її як жарт за рахунок майже всієї ранньомодерної наукової фантастики, написаної, скажімо, між 1910 і 1940 роками». Типові науково-фантастичні теми та топоси в «Справжній історії» включають космічні подорожі, зустрічі з інопланетними формами життя, включаючи досвід першого контакту, міжпланетну війну та імперіалізм, колонізацію планет, мотив гігантизму, істоти як продукти людських технологій (тема роботів), світи, що функціонують завдяки альтернативному набору фізичних законів, і явне прагнення головного героя до досліджень і пригод.

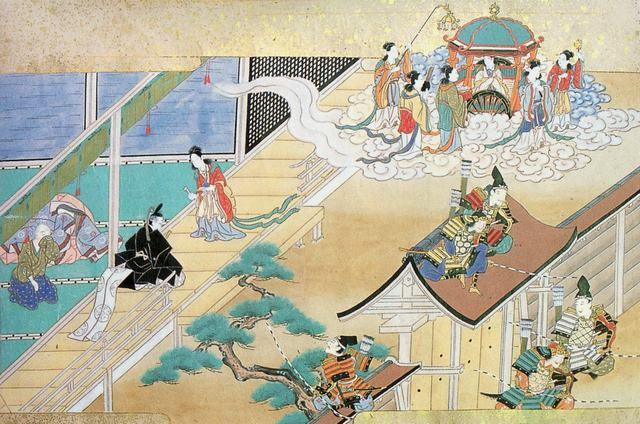
Кагуя-хіме повертається на Місяць у Taketori monogatari («Казка про різака бамбука»)

Перша Японська казка Урасіма Таро розповідає про подорож вперед у часі в далеке майбутнє і вперше була описана в Ніхон Сьокі (720). Це історія про молодого рибалку на ім'я Урашіма Таро, який потрапляє до підводного палацу і залишається там на три дні. Повернувшись до свого села, він потрапляє на 300 років у майбутнє, де про нього забули, його дім лежить у руїнах, а родина давно померла. Японське оповідання X століття Такеторі моноґатарі («Історія різьбяра бамбука») саме по собі можна вважати протофантастикою. Головна героїня історії, Каґуя-хіме, — принцеса з Місяця, яку під час небесної війни відправили на Землю в безпечне місце, де її знайшов і виростив японський різьбяр бамбука. Потім її забирають назад на Місяць разом з її справжньою позаземною родиною. На ілюстрації в рукописі зображено круглий апарат, схожий на дисколіт.

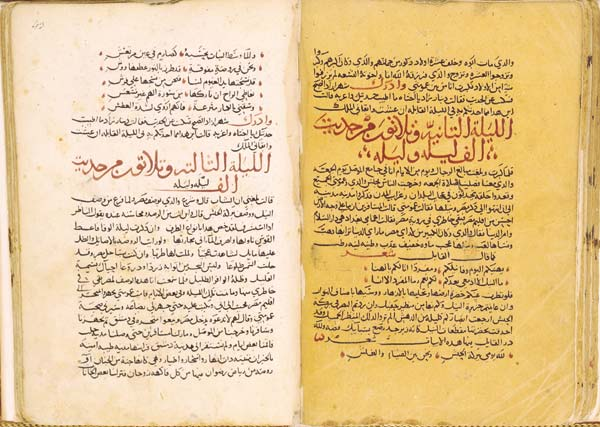
Арабський рукопис «Тисяча й одна ніч».

Кілька оповідань у «Тисячі й одній ночі» також містять елементи наукової фантастики; прикладом є «Пригоди Булукії», де головний герой Булукія у пошуках трави безсмертя досліджує моря, подорожує до Едемського саду та Джаганнама, мандрує космосом до світів, набагато більших за його власний, передбачаючи елементи галактичної наукової фантастики. По дорозі він стикається з товариствами джинів, русалок, розумних змій та дерев, що розмовляють, бачить інші форм життя. У «Абдаллах землі і моря» головний герой набуває здатності дихати під водою і відкриває для себе підводне суспільство, яке зображено як перевернуте відображення суспільства на суші, в тому сенсі, що підводне суспільство наслідує форму протокомунізму, в якому не існує таких понять, як гроші та одяг. Інші казки «Тисячі й одній ночі» розповідають про втрачені стародавні технології, стародавні розвинені цивілізації, що відхилилися від свого курсу, і катастрофи, які їх спіткали.
«Мідне місто» показує групу мандрівників в археологічній експедиції через Сахару, щоб знайти стародавнє загублене місто та спробувати повернути мідний посуд, який Соломон колись використовував, щоб ув'язнити джина. Дорогою вони зустрічають муміфіковану королеву, кам'янілих мешканців, андроїдів й автомати, які здаються живими, спокусливими маріонеточками, які танцюють без мотузок, і мідного роболицарем, який спрямовує шабаш у бік древнього міста. У творі «Кінь з чорного дерева» є робот у вигляді механічного літаючого коня, керованого за допомогою кнопок, який здатний літати у відкритому космосі та до Сонця, тоді як у «Історії третього каландарського дервіша» також показано робота, що схожий на моторошного човняра. «Мідне місто» та «Кінь з чорного дерева» можна вважати першими прикладами протонаукової фантастики. Інші приклади ранньої арабської протонаукової фантастики включають трактат аль-Фарабі «Думки мешканців доброчесного міста про утопічне суспільство», футуристичну історію аль-Казвіні «Авадж бін Анфак» про людину, яка прибула на Землю з віддаленої планети, а також деякі елементи з «Тисячі й одній ночі», такі як килим-самоліт.
За Рубі, два останні розділи арабського богословського роману «Фаділ ібн Натік» (бл. 1270), відомого на Заході як «Теолог автодидакт», еклектичного арабського письменника Ібн ан-Нафіса (1213—1288) можуть бути описується як наукова фантастика. Богословський роман має справу з різними елементами, також використовуваними науковою фантастикою, такими як самозародження, футурологія, апокаліптичні теми, есхатологія, воскресіння та загробне життя, але замість того, щоб давати надприродні чи міфологічні пояснення цим елементам, Ібн ан-Нафіс спробував пояснити їх за допомогою широких наукових знань в анатомії, біології, фізіології, астрономії, космології та геології. Наприклад, саме через цей роман Ібн аль-Нафіс представляє свою наукову теорію метаболізму і щоб пояснити воскресіння тіла посилається на своє власне наукове відкриття легеневого кровообігу.

### Європейська протонаукова фантастика

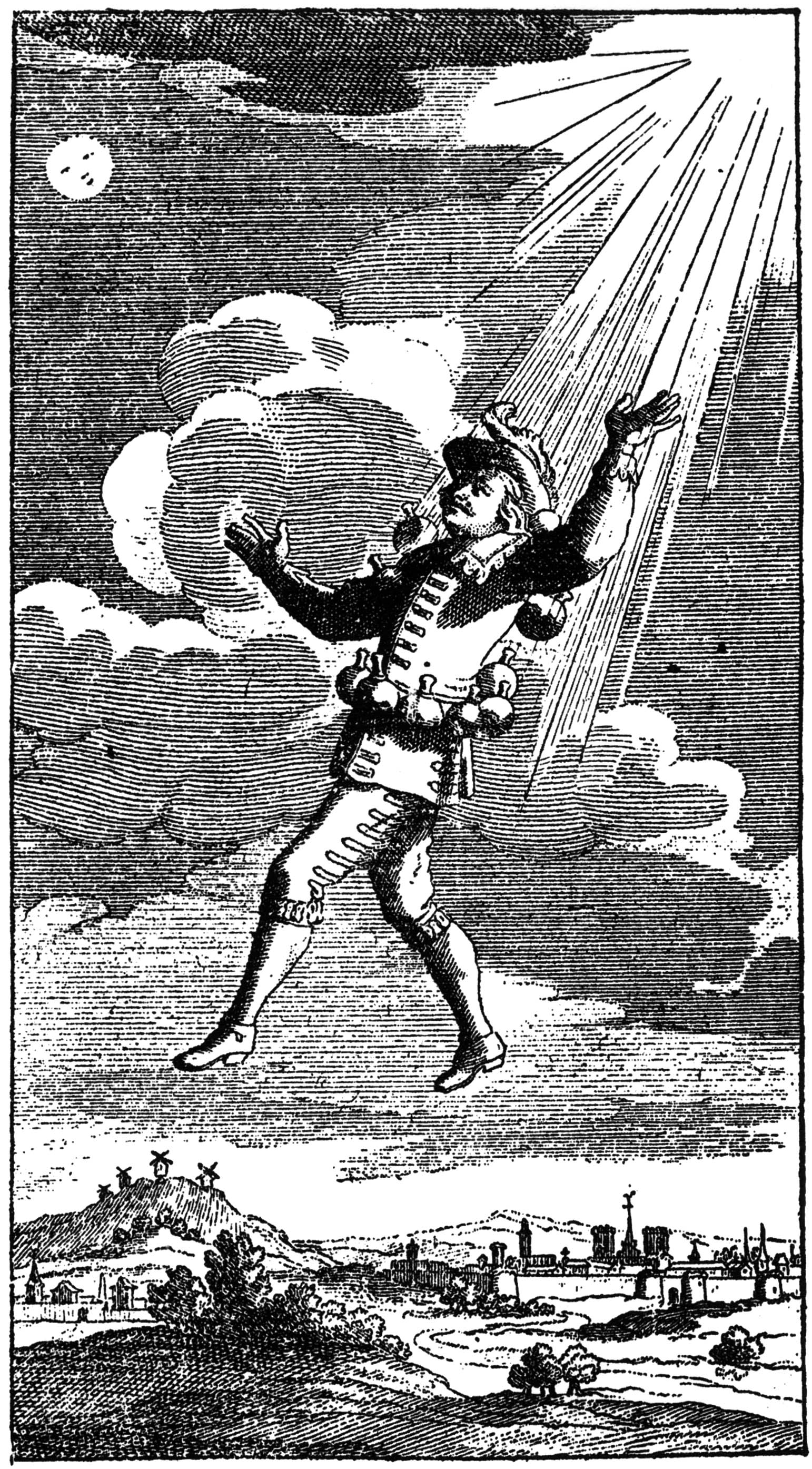
Комікс про віки та імперії Місяця від Савіньєна Сірано де Бержерака

З XVI століття в Європі виникають літературні твори, що нагадують сучасну наукову фантастику. Відкриття в науці та початок Просвітництва надихнули літературу, сформовану з цих досягнень. Одним із найперших прикладів є вище суспільство, описане в «Утопії» Томаса Мора 1516 року; назву ідеального світу Мора запозичили б численні письменники-фантасти, а сама тема утопії є поширеним мотивом у науковій фантастиці. Примітно, що як Мор, так і Френсіс Бекон, впливовий гуманіст і філософ науки, писали твори протонаукової фантастики. 1627 року була опублікована фантазія Бекона «Нова Атлантида».
Епоха Розуму слідкувала за науковими розробками, які дали письменникам ідеї для їхніх фантастичних історій; серед уявних подорожей на Місяць у XVII столітті можна згадати насамперед «Сомніум» Йоганна Кеплера (1634), «Людину на Місяці» Френсіса Годвіна 1638 року, яка ймовірно, є першим науково-фантастичним твором у Англії, «Інший світ, або Держави та імперії Місяця» Сірано де Бержерака (1656).
У своєму шедеврі «Розмови про множинність світів» (Enretiens sur la pluralité des mondes, 1686) Бернар ле Бов'є де Фонтенель викладає ідею про те, що планети Сонячної системи населені, і описує цивілізації на Меркурії, Венері та Сатурні. Цей твір вважали першим добре побудованим науково-фантастичним романом про позаземні світи і до кінця XVIII століття він залишався найбільш популярним твором цього жанру. Космічні подорожі також відіграють важливу роль у «Мікромегасі» Вольтера (1752), також пов'язаній з ідеєю про те, що люди інших світів можуть бути певним чином розвиненішими за земні.
Серед перших західних творів із значними елементами наукової фантастики є альтернативний світ, відкритий в Арктиці молодим шляхтичем у романі Маргарет Кавендіш 1666 року «Опис нового світу під назвою Палаючий світ», описи життя в майбутньому як у «Року 2440» Луї-Себастьєна Мерсьє (1772), опис інопланетних культур у «Мандрах Гуллівера» Джонатана Свіфта (1726) та перший прикладі сюжету «Порожниста Земля» в «Підземній подорожі Нільса Кліма» Людвіга Гольберга (1741). У 1733 році Семюель Медден написав «Спогади про двадцяте століття», в яких оповідач у 1728 році отримав серію державних документів, датованих 1997—1998 роками, від його ангела-охоронця, хоча історія не пояснює, як ангел отримав такі документи. Так з'явився оповідний прийом, що нагадує наступні романи з подорожами в часі. Також заслуговують на увагу «Подорожі та пригоди Жака Массе» (1710) Симона Тіссо де Пато, який демонструє загублений світ, «Життя, пригоди та подорож Гренландією преподобного Пер Кордельє П'єра де Мезанжа» (1720) також Тіссо та «Південне відкриття літаючої людини, або Французький лабіринт» (1781) Рестіфа де ля Бретонна, який описує пророчі винаходи.

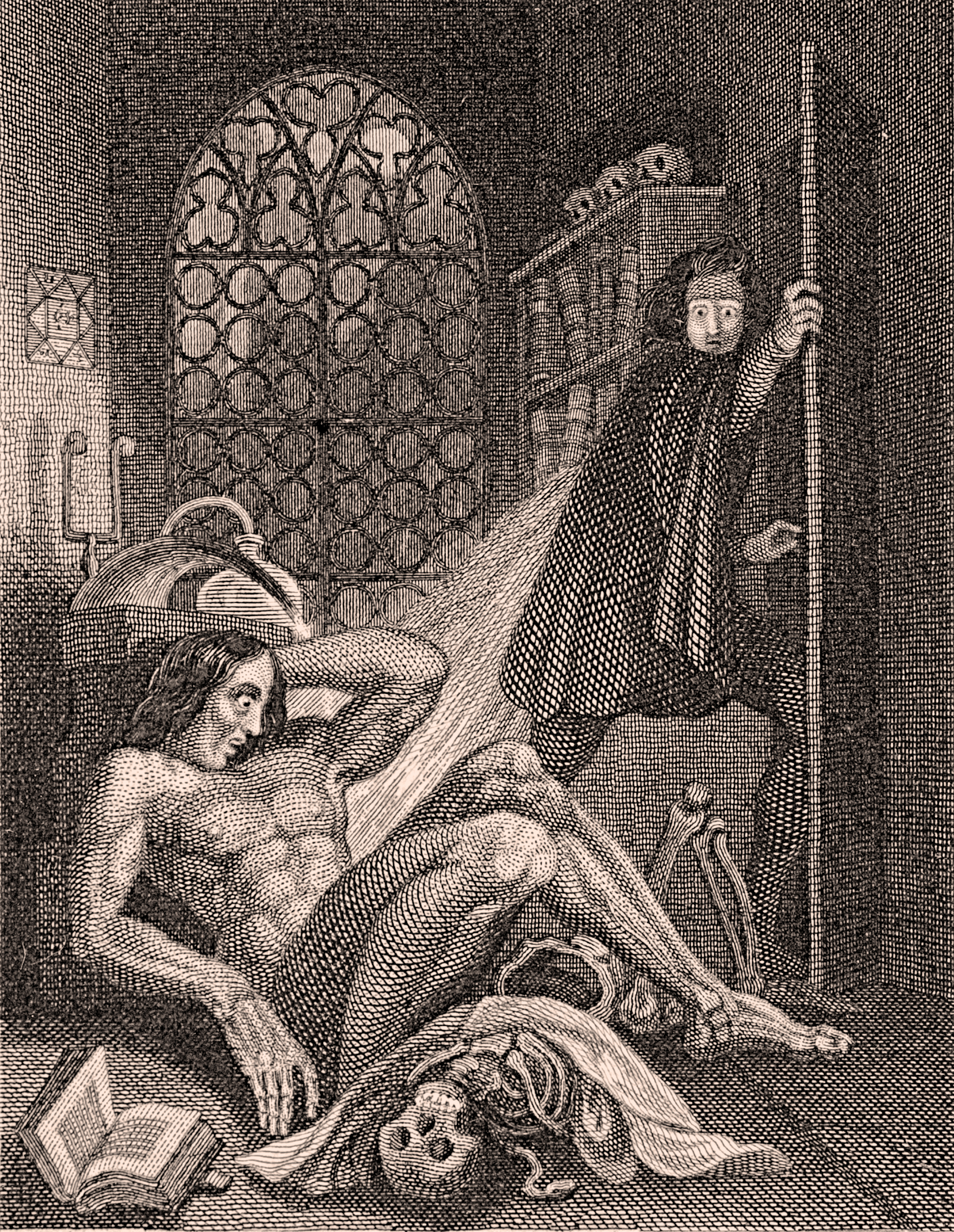
Титульна сторінка видання Франкенштайна 1831 року

З усіх ранніх фантастичних творів заслуговує на увагу «Франкенштайн» Мері Шеллі, вперше опублікований у 1818 році. У своїй книзі «Один мільярд років» Брайан Олдіс стверджує, що «Франкенштайн» є «першим основоположним твором, до якого логічно можна прикріпити ярлик „наукова фантастика“»; це також перший твір, який представляє тему «божевільного вченого», пов'язаного з готикою. У жанрі жахів у романі представлені теми наукової фантастики, такі як використання технологій для досягнення мети, недосяжної для науки того часу, та «нелюд» як антагоніст, що дає змогу зрозуміти людський стан із зовнішньої точки зору. Олдісс стверджує, що наукова фантастика взагалі черпає свої умовності з готичного роману. Оповідання Мері Шеллі «Роджер Додсворт: Реанімований англієць» (1826) розповідає про людину, що замерзла в льоду, та реанімована в сучасну епоху. Так зароджується поширена нині науково-фантастична тема кріоніки. Одночасно Шеллі демонструє особливе використання науки як керівну ідею для своїх оповідань. Ще один футуристичний роман Шеллі «Остання людина» — це апокаліптична історія, яку часто називають першим справжнім науково-фантастичним твором.
Численні письменники ХІХ століття час від часу публікували творчі історії, такі як «Різдвяна пісня» (1843) Чарльза Діккенса, яка познайомила широку публіку з подорожами в часі, тема, представлена кількома роками раніше, у 1836 році, Олександром Вельтманом у творі «Предки Калімероса: Александр Філіппович Македонський», який називають першим оригінальним російським науково-фантастичним романом, у якому оповідач їде до Стародавньої Греції на гіпогрифі, зустрічає Арістотеля та подорожує з Александром Македонським. По цьому згодом він повертається у свій час.
Цікава історія, написана в 1813 році голландцем Віллемом Білдердайком: у його романі Kort verhaal van eene aanmerkelijke luchtreis, en nieuwe planeetontdekking («Коротка розповідь про дивовижну повітряну подорож і відкриття нової планети»). Білдердайк розповідає про європейця, якимось чином опинився в арабській країні, де він хвалиться тим, що зміг побудувати повітряну кулю, здатну піднімати людей і літати в повітря; використані гази виявляються набагато потужнішими, ніж очікувалося, і через деякий час він приземляється на планету, розташовану між Землею та Місяцем. Письменник використовує історію, щоб намалювати огляд наукових знань про Місяць у всіх аспектах, з якими міг зіткнутися мандрівник до цього місця. У оповіданні Едгара Аллана По «Дивовижна пригода Ганса Пфааля», опублікованому приблизно через двадцять років, можна знайти чимало подібностей. По, у свою чергу, читав молодий Жуль Верн.

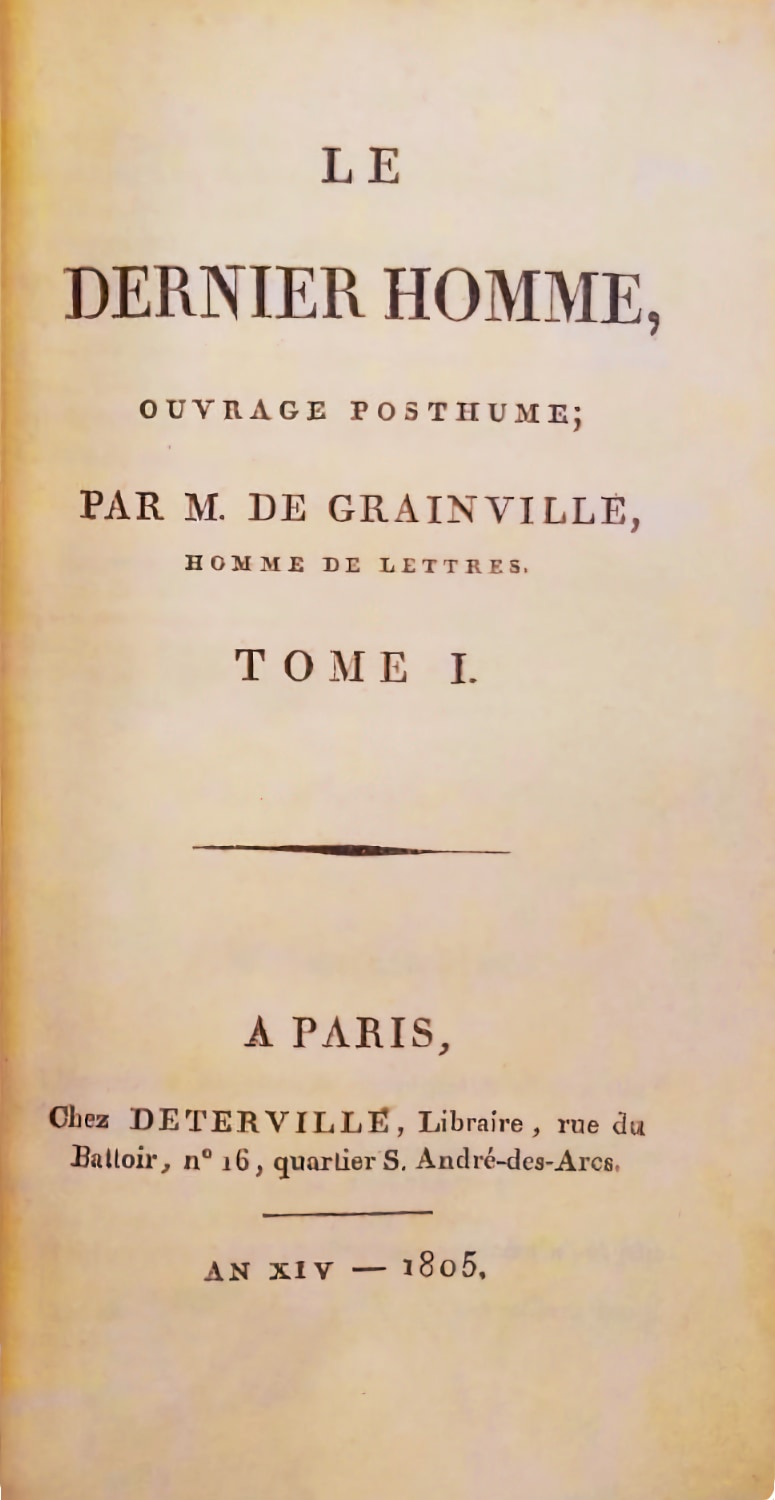
Титульна сторінка Останньої людини (1805) Грейнвіля

Дещо під впливом наукових теорій XIX століття, але, безперечно, під впливом ідеї прогресу людства, Віктор Гюго у «Легенді століть» (La Légende des siècles, 1859) написав довгу поему з двох частин, яку можна розглядати як антиутопічний / утопічний наратив, який називають ХХ століттям.
Серед інших важливих авторів і творів, які передують науковій фантастиці, починаючи з початку ХІХ століття, є: Остання людина (1805), посмертна робота Жана-Батіста Кузена де Гренвіля, Le roman de l'avenir (1834) історика Фелікса Бодена та Світ, яким він буде (1846) Еміля Сувестра, два романи, які намагаються передбачити, яким буде наступне століття; Мумія! Казка двадцять другого століття (1836) Джейн К. Лоудон, у якій Хеопс повертається до життя за допомогою передових наукових засобів; Апокрифічний Наполеон (Napoleon et la conquête du monde, 1836) Луї Жоффруа, ухронія, в якій уявляється, що Наполеон переміг у російській кампанії, заснувавши універсальну імперію, насичену винаходами наукової фантастики; «Зірка або Псі де Кассіопей» К. І. Дефонтене (1854), хроніка чужого світу, схожа на Олафа Степлдона; Філософська історія майбутніх століть Іпполіто Нієво 1860 року, політична фантастична хроніка, яка охоплює період з 1860 по 2222 рік і включає, серед іншого, створення андроїдів; Множинність населених світів (La pluralité des mondes habités, 1862) астронома Каміля Фламмаріона з припущеннями про позаземне життя (у зв'язку з філософською темою множинності світів); Майбутньої раси (також відомої як Майбутня раса, Гонка Вентури або Майбутня гонка) сера Едварда Булвер-Літтона 1871 року, роману, де головний герой відкриває високорозвинену підземну цивілізацію, що мало значний вплив на наступні твори на тему «загублених світів».
Критик Дарко Сувін вважає народження британської наукової фантастики саме 1 травня 1871 року. Він називає цю дату вирішальною для трьох важливих книг: того дня вийшли друком «Гонка майбутнього» Булвер-Літтона та Битва біля Доркіну Джорджа Томкінза Чесні, історія вторгнення, яке поклало край Британській імперії, а Семюель Батлер передав своєму видавцеві рукопис того, що стане Ерівоном (опублікований наступного року), де він викладає концепцію того, що одного дня машини можуть стати розумними й витісняють людський рід. Вплив цих трьох романів — не нехтуючи перекладами романів Верна — буде вирішальним у наступні роки для розвитку англійської наукової фантастики.

### Верн і Веллс

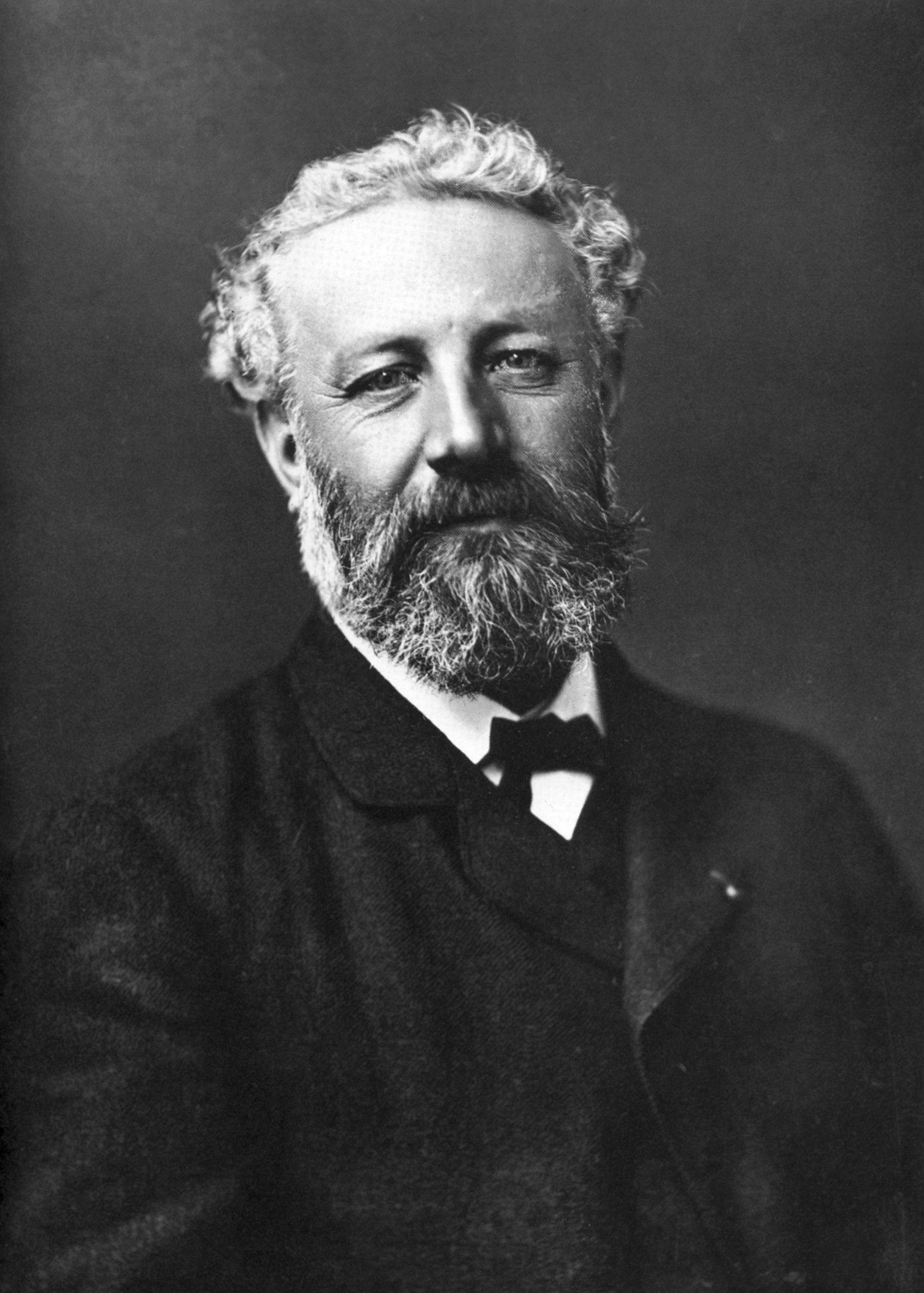
Жуль Верн

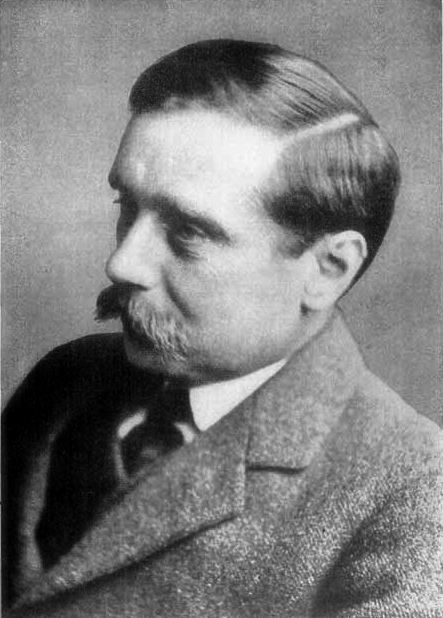
Герберт Веллс

Наукова фантастика, визнана такою, побачила світ у Європі наприкінці ХІХ століття з науковими романами француза Жуля Верна та романами соціальної критики з науковою спрямованістю британця Герберта Веллса, двох авторів, які є сьогодні вважаються родоначальниками жанру наукової фантастики.
Пригодницькі оповідання Верна, зокрема «Подорож до центру Землі» (1864), «З Землі на Місяць» (1865) і «Двадцять тисяч льє під водою» (1869), поєднують зухвалу романтичну пригоду з дуже сучасними або футуристичними технологіями, тобто екстраполюються в майбутнє згідно з логікою. Ці тексти мали величезний комерційний успіх, що дало можливість письменникам здобути популярність і успіх завдяки цьому химерному вмісту. Лайон Спраг де Кемп назвав Верна «першим у світі штатним романістом-фантастом». Незважаючи на свою популярність, твори Верна довгий час вважалися простою дитячою літературою: мало пройти багато років після смерті письменника, щоб національна критики повністю визнали його як одного з великих представників французької літератури, і особливо з 1980-х років англосаксонські критики активно вивчали його, перекладали і визнали його одним з батьків наукової фантастики.
На противагу цьому, оповідання Герберта Веллса, який народився на шістдесят років пізніше за Верна, використовували науково-фантастичні механізми для викриття дидактичних поглядів на суспільство. У той час як Верн залишався близьким до технологій свого часу, Веллс відчував себе вільним винаходити будь-які екстраординарні елементи, необхідні для його історій: невидимість, антигравітація, рослини-людожери, загарбники з Марса. У «Машині часу» (1895), наприклад, технічні деталі машини швидко замовчуються, щоб мандрівник у часі міг розповісти історію, яка критикує розшарування британського суспільства. Історія також використовує дарвінівську еволюцію та демонструє критичне ставлення до марксизму. У «Війні світів» (1898) технологія марсіан не пояснюється, як це було б у романі Верна, а історія вирішується завдяки deus ex machina.

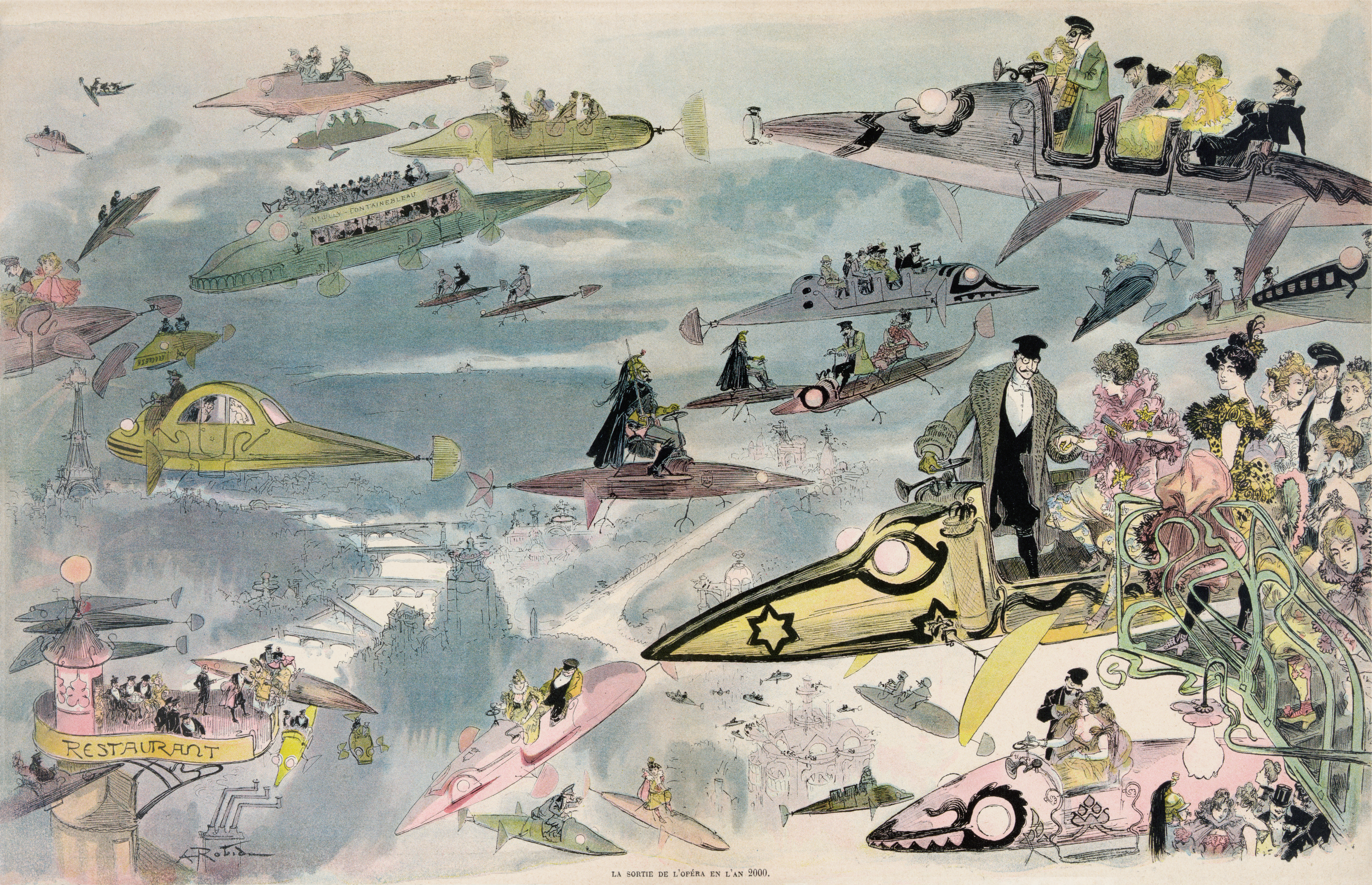
La sortie de l'opéra en l'an 2000 (Залишення опери у 2000 році), розфарбована вручну літографія Альбера Робіди (приблизно 1882)

Відмінності між Верном і Веллсом підкреслюють напругу, яка існуватиме в науковій фантастиці протягом усієї її історії, питання про те, чи представляти реалістичні технології, чи зосередитися на персонажах та ідеях, а також питання про те, чи розповідати захоплюючу історію, чи викладати дидактичну точку зору. Веллс і Верн мали міжнародну аудиторію і мали великий вплив на американських письменників. Європейські письменники незабаром знайшли ширшу читацьку аудиторію на американському ринку і почали писати в американізованому стилі.
Веллс і Верн не були позбавлені конкурентів у ранній науковій фантастиці: оповідання та повісті на теми фантастичної уяви з'являлися в газетах протягом усього кінця ХІХ століття, і багато з них використовували наукові ідеї як трамплін для уяви.
Незважаючи на те, що сер Артур Конан Дойл найбільше відомий Шерлоком Холмсом, він також написав ранні науково-фантастичні романи, зокрема про персонажа професора Челленджера (між 1912 і 1929 роками), як і Редьярд Кіплінг і письменники «бенгальської наукової фантастики», такі як Рой Роджерс і Беґум Рокея, авторка основоположного твору феміністської наукової фантастики, оповідання «Сон султани», 1905 р., разом із романом 1915 р. «Терраділей» Шарлотти Перкінс Гілмен.

### Американська протонаукова фантастика
В останні десятиліття ХІХ століття в Америці з'явилися численні науково-фантастичні твори для дорослих і дітей, хоча ще не було придумане саме визначення «наукова фантастика».

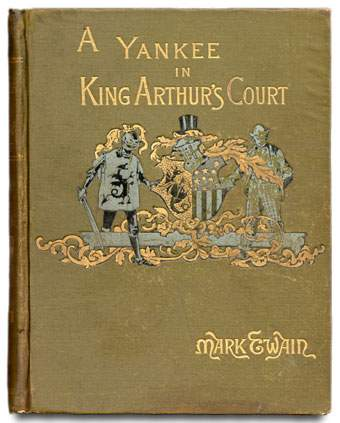
Обкладинка «Янкі з Коннектикуту при дворі короля Артура» (1889) Марка Твена

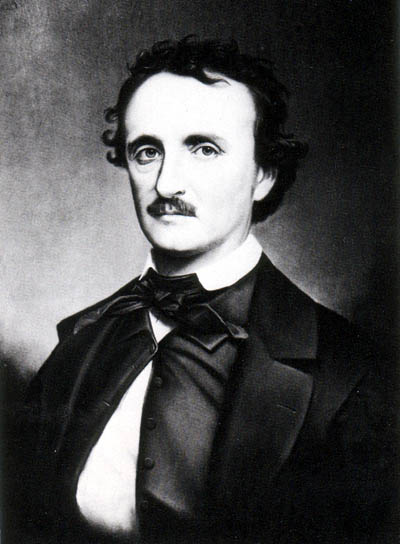
Едгар Аллан По (1809—1849)

Вже в першій половині ХІХ століття в оповіданнях Натаніеля Готорна та Фіц-Джеймса О'Браєна з'явилися елементи наукової фантастики. Разом із Верном і Веллсом серед основоположників наукової фантастики часто згадують Едгара Аллана По. Серед письменників свого часу По був особливо активним у сфері уяви: поряд із історіями жахів і детективами він писав про дивовижні подорожі, польоти на літаку, подорожі на Місяць, ожилі мумії, алхімію та багато інших тем. Ряд його оповідань і роман «Оповідь Артура Гордона Піма» («Розповідь про Артура Гордона Піма з Нантакета», 1837—1838) є науковою фантастикою. У 1835 році він опублікував повість «Незрівнянна пригода якогось Ганса Пфалля», в якій описується політ на Місяць на повітряній кулі, старт, конструкція кабіни, геологічні шари та багато інших наукових аспектів.
Першим американським науково-фантастичним романом іноді називають сатиричний роман 1827 року Джорджа Такера «Подорож на Місяць», хоча насправді йому передували такі твори, як «Завоювання Місяця» Вашингтона Ірвінга 1809 року, який розповідає про вторгнення на Місяць, задумане як алегорія поводження з корінними американцями з боку європейських колоністів.
У 1869 році Едвард Еверетт Гейл написав роман «Цегляний місяць». Він був натхненний Верніаном, який був важливим, оскільки в ньому вперше описано штучний супутник. Одним із найуспішніших творів на початку американської наукової фантастики став другий бестселер у Сполучених Штатах за все XIX століття: Погляд назад, 2000—1887 авторства Едварда Белламі, вплив якого виходить далеко за межі літератури. Огляд назад екстраполює суспільство майбутнього на основі спостереження за нинішнім суспільством.
У 1894 році Вілл Н. Гарбен опублікував «Землю мінливого сонця», антиутопічний фентезі, дія якого відбувається в центрі Землі. У розповіді Гарбена ядро Землі населене науково розвиненою цивілізацією, яка живе під променями механічного сонця.

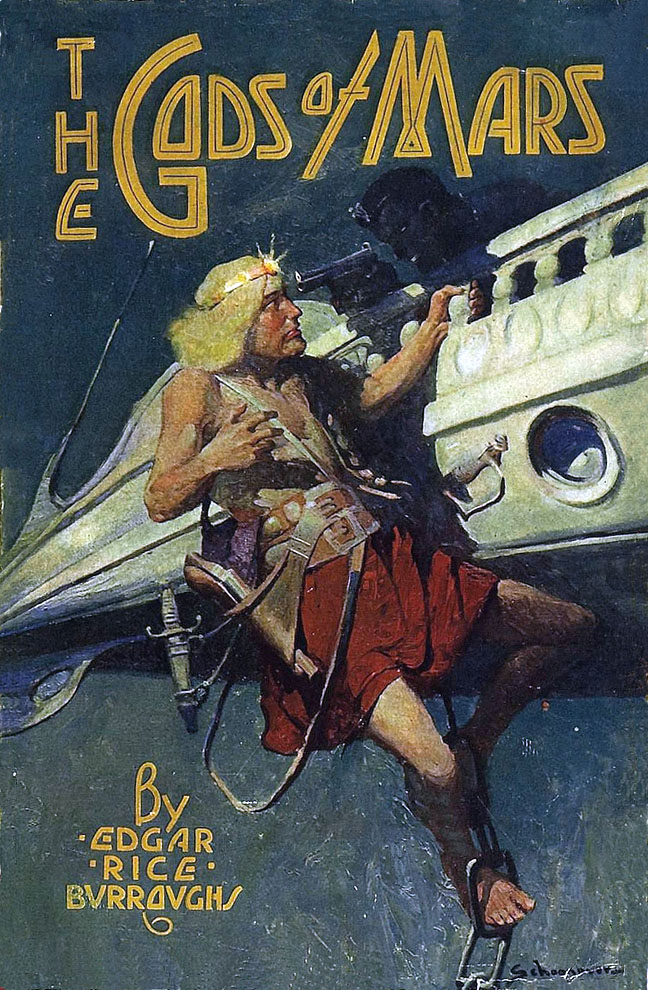
Обкладинка альбому «Боги Марса» (1918) Едгара Райса Берроуза

У своєму романі «Янкі з Коннектикуту при дворі короля Артура» Марк Твен досліджував наукові теми. За допомогою «переселення душ» і «переміщення віків і тіл» янкі Твена переноситься назад у часі, приносячи з собою свої знання про технології ХІХ століття. Написана в 1889 році книга, здається, передбачає події Першої світової війни, коли старі уявлення про лицарство ведення війни в Європі були знищені новою зброєю та тактикою.
Серія з 14 книг Л. Френка Баума (1900—1920), дія якої відбувається в його химерній Країні Оз, містить зображення дивної зброї (Дороті і Чарівник з країни Оз, Глінда з країни Оз), механічних людей (Тік-Ток з країни Оз), і низка технологічних винаходів і пристроїв, які ще не реалізовані, включаючи, можливо, першу літературну появу бездротових портативних комунікаторів (Тік-Ток з країни Оз).
Джек Лондон написав кілька науково-фантастичних оповідань, включаючи «Залізну п'яту» (1908), політичну фантастичну історію, що зображує майбутню тоталітарну антиутопію, «Незрівнянне вторгнення» (1910), історію про майбутні бактеріологічні війни та етнічні чистки, і «Червоний», 1918, довга історія за участю іншопланетян. Він також написав історію про невидимку та історію про непереборну енергетичну зброю. Ці історії почали змінювати характеристики наукової фантастики.
Незадовго до Першої світової війни Едгар Райс Берроуз (1875—1950) почав писати наукову фантастику для пульпових журналів, створивши своє перше оповідання «Принцеса Марса», опубліковане в 1912 році. До кінця свого життя він продовжував публікувати пригодницькі історії, багато з яких науково-фантастичні. Пульп-журнали публікували пригодницькі романи всіх типів: науково-фантастичні історії повинні були поступитися місцем поряд з детективами, жахами, фентезі та Тарзаном Берроуза. Незважаючи на обмежену оригінальність і невеликий суто науковий зміст, цикл Берроуза «Барсум» мав помітний вплив на наступних авторів наукової фантастики, пропагуючи тенденцію планетарної романтики та прокладаючи шлях для пригодницької наукової фантастики, починаючи з пульп-журналів.

## Початок ХХ століття
Наступним великим письменником-фантастом після Герберта Веллса був інший англієць: Олаф Стейплдон (1886—1950), чиї чотири головні твори — «Останні і перші люди» (1930), «Дивний Джон» (1935), «Творець зірок» (1937) і «Сіріус» (1940) — представили безліч ідей, які пізніше перейняли письменники. На Стейплдона, як і на Веллса, глибоко вплинули ідеї соціалізму. Концепції, які сьогодні є невід'ємною частиною наукової фантастики — генна інженерія, тераформування, галактичні імперії, колективні розуми, сфери Дайсона — це лише деякі з них — по суті, можна простежити до двох робіт Степлдона «Останні і перші люди» і «Творець зірок», хоча на деякі з них були побіжні згадки в більш ранній науковій фантастиці.
Письменником, якого можна порівняти з Веллсом, був Жозеф Роні-старший (1856—1940), народився в Бельгії і вважається одним із батьків «сучасної» французької наукової фантастики, який написав серію оповідань, що ілюструють інопланетний розум, технології майбутнього та космічні подорожі, включно з класичними книгами Ксіпехуз (1887) і Загибель Землі (1910). Іншими наслідувачами Верна були, лише у Франції, Луї-Анрі Буссенар, Андре Лорі, Альбер Робіда та власний син письменника, Мішель Верн, який навіть після смерті батька продовжував публікуватися під його ім'ям.
Олександр Богданов, один із двох засновників більшовизму, лікар, експериментатор, філософ і економіст, до революції 1917 року був найважливішим російським письменником-фантастом автором популярного роману «Червона зоря» («Красная звезда», 1908) і його продовження «Інженер Менні» (1912), дія якого відбувається на планеті Марс утопічного соціалістичного суспільства. «Червона зірка» мала великий видавничий успіх, друкувалася сотнями тисяч примірників.
Однак у 1920-х і 1930-х роках цей жанр буде представлений у новому форматі — пульпи.

### Народженняпульп

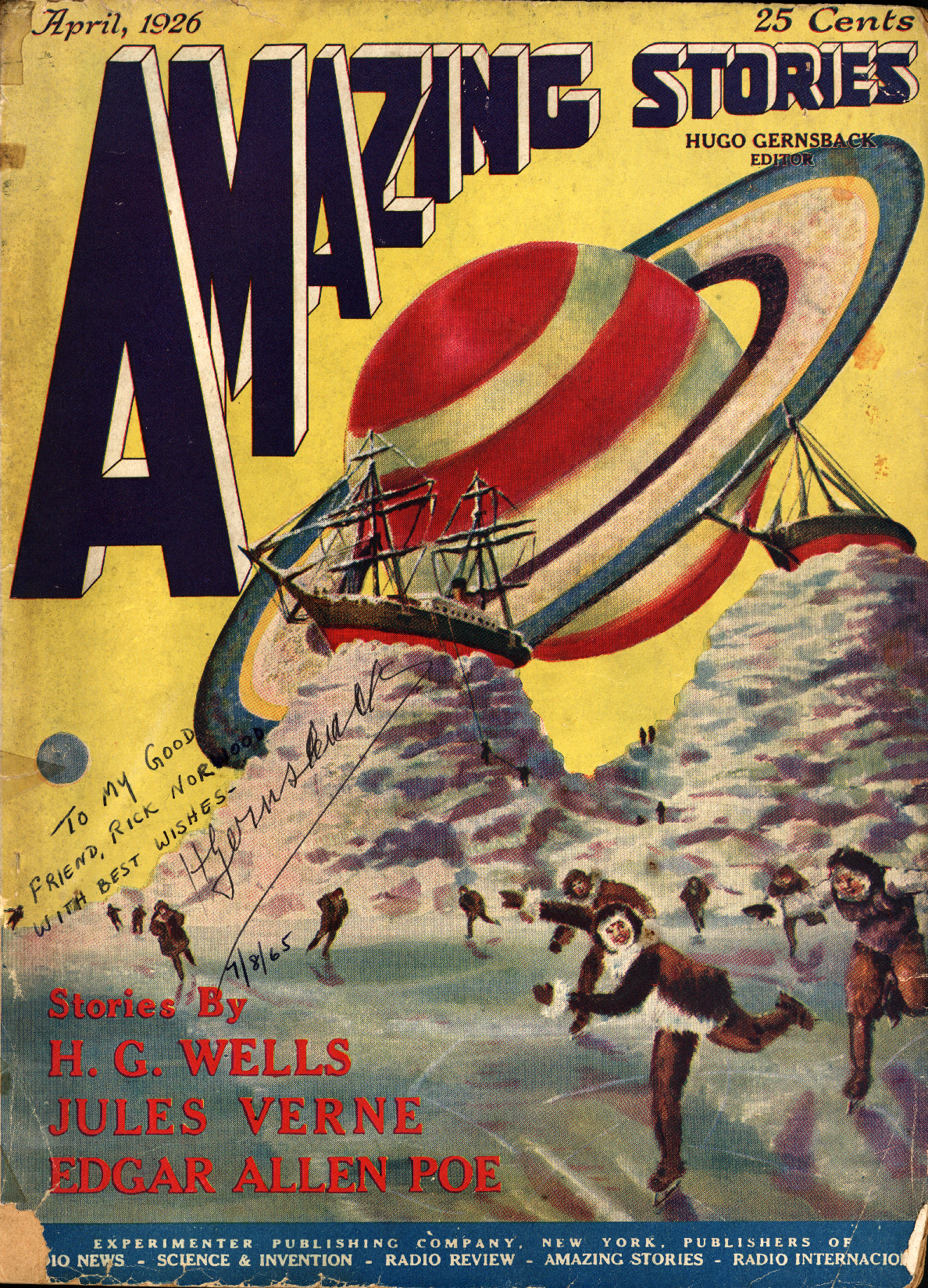
Перший випуск Amazing Stories, квітень 1926 року, з обкладинкою Френка Р. Пола за підписом Г'юго Гернсбека.

Розвиток американської наукової фантастики як свідомого жанру починається з 1926 року, коли в квітні вийшов перший номер журналу Емейзін сторіз (Amazing Stories), заснованого Г'юго Гернсбеком і присвяченого виключно науково-фантастичним історіям. Хоча журнали, що висвітлювали цей жанр, раніше видавалися в Швеції та Німеччині, Емейзін сторіз був першим англомовним журналом, який спеціалізувався лише на науковій фантастиці. Будучи відомим тим, що вперше використав термін sciencetion (отже, наукова фантастика) для опису цього початкового жанру, стадія розвитку жанру, його назва та термін sciencetion часто розглядаються як нерозривно пов'язані. Незважаючи на те, що Гернсбек заохочував науково реалістичні історії, щоб навчити своїх читачів науковим принципам, такі історії поділили сторінки журналу із захоплюючими історіями, які мало підґрунтя в реальності.

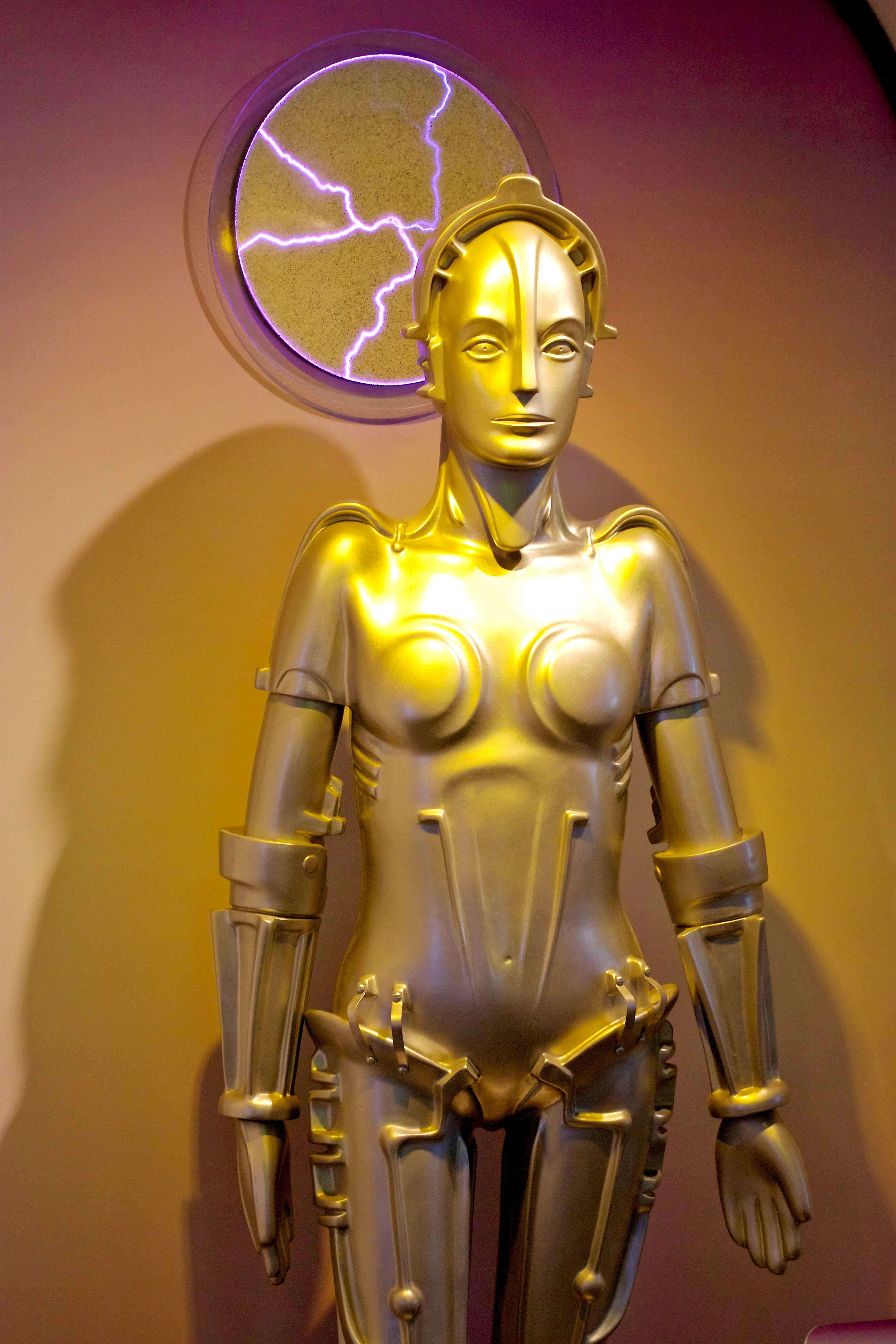
Жінка-робот із фільму Фріца Ланга «Метрополіс» (1927)

Опубліковані в цьому та інших дедалі популярніших пульп-журналах, такі наукові історії сприймалися не як серйозна література, а як сенсація. Незважаючи на це, журнал, повністю присвячений науковій фантастиці, значно підштовхнув увагу громадськості до історій наукових спекуляцій. Серед інших конкуруючих пульп-журналів Емейзін сторіз були Weird Tales (який переважно публікував фантастичні історії), Astounding Stories і Wonder Stories. Саме в епоху Гернсбека зародився фандом наукової фантастики через колонку «Листи до редактора» Емейзін та її конкурентів.
Фільм Фріца Ланга «Метрополіс» (1927), у якому ми побачили першого кінематографічного гуманоїдного робота, і любов до машини італійського футуризму є ознаками як надії, так і страхів світу між великими європейськими війнами. «Метрополіс» був одним із фільмів-попередників науково-фантастичного кіно, разом із «Подорожжю на Місяць» (1902) та «Мандрівкою крізь неможливе» (1904), обидва Жоржа Мельєса, а також одним із найуспішніших фільмів років; його естетика ар-деко на деякий час стала рушійною естетикою науково-фантастичної публіки.
Народилися також науково-фантастичні комікси у формі газетних смужок, найвідомішими з яких були Бак Роджерс (1928), першим, хто був намальований реалістично й некарикатурно, та його «конкурент» Флеш Гордон (1934). Протягом кількох років ці герої з'явилися на радіо та на великому екрані, у кіносеріалах, які також були орієнтовані на дорослу аудиторію, першим з яких був Флеш Гордон у 1936 році. Перший комікс на тему наукової фантастики з інопланетними персонажами, Марсоозалуми, з'явився ще в 1901 році в New York Journal; другий, містер Скайґек, з Марса, датується 1907 роком; обидва були сатириками. Найвідоміший позаземний персонаж, Супермен, з'явився в 1938 році.

### Модерністське письмо
У період після Першої світової війни письменники намагалися реагувати на зміни у світі. У 1920-х і 1930-х роках автори, абсолютно не пов'язані з науковою фантастикою, досліджували нові способи розповіді історії та нові способи роботи з часом, простором і досвідом у формі оповіді. Посмертно опубліковані твори Франца Кафки та модерністські твори таких письменників, як Джеймс Джойс, Т. С. Еліот, Вірджинія Вульф та інші, представляли історії, в яких час та індивідуальні ідентичності можна було розширити, стиснути, циклізувати та іншим чином спотворити. Хоча цей твір був чужим для наукової фантастики як жанру, він розглядав вплив сучасності (технології, наука та зміни) на життя людей настільки, що через десятиліття, під час руху «Нова хвиля», деякі модерністські літературні техніки проникли в наукову фантастику.

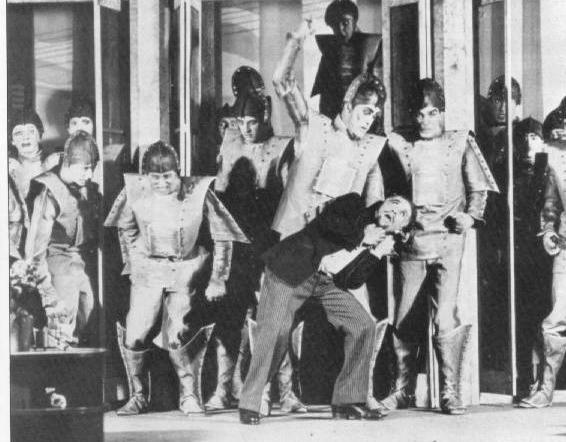
Представництво Р. У. Р. (Rossumovi univerzální roboti) Карела Чапека

П'єси «Справа Макропулоса», «Р. У. Р.» (Rossumovi univerzální roboti), «З життя комах» і роман «Війна з саламандрами» чеського драматурга Карела Чапека були модерністською літературою, яка винайшла важливі мотиви наукової фантастики. Р. У. Р., зокрема, поставлений у 1921 році, відомий тим, що ввів у світову лексику слово робот.
Сильною темою в модерністських творах було відчуження від звичного середовища, так що середовище та поведінка, які зазвичай вважаються «нормальними», сприймаються так, ніби вони були, здавалося б, химерними практиками чужої культури. Глядачі модерністської драми чи читачі сучасних романів часто змушені ставити все під сумнів.

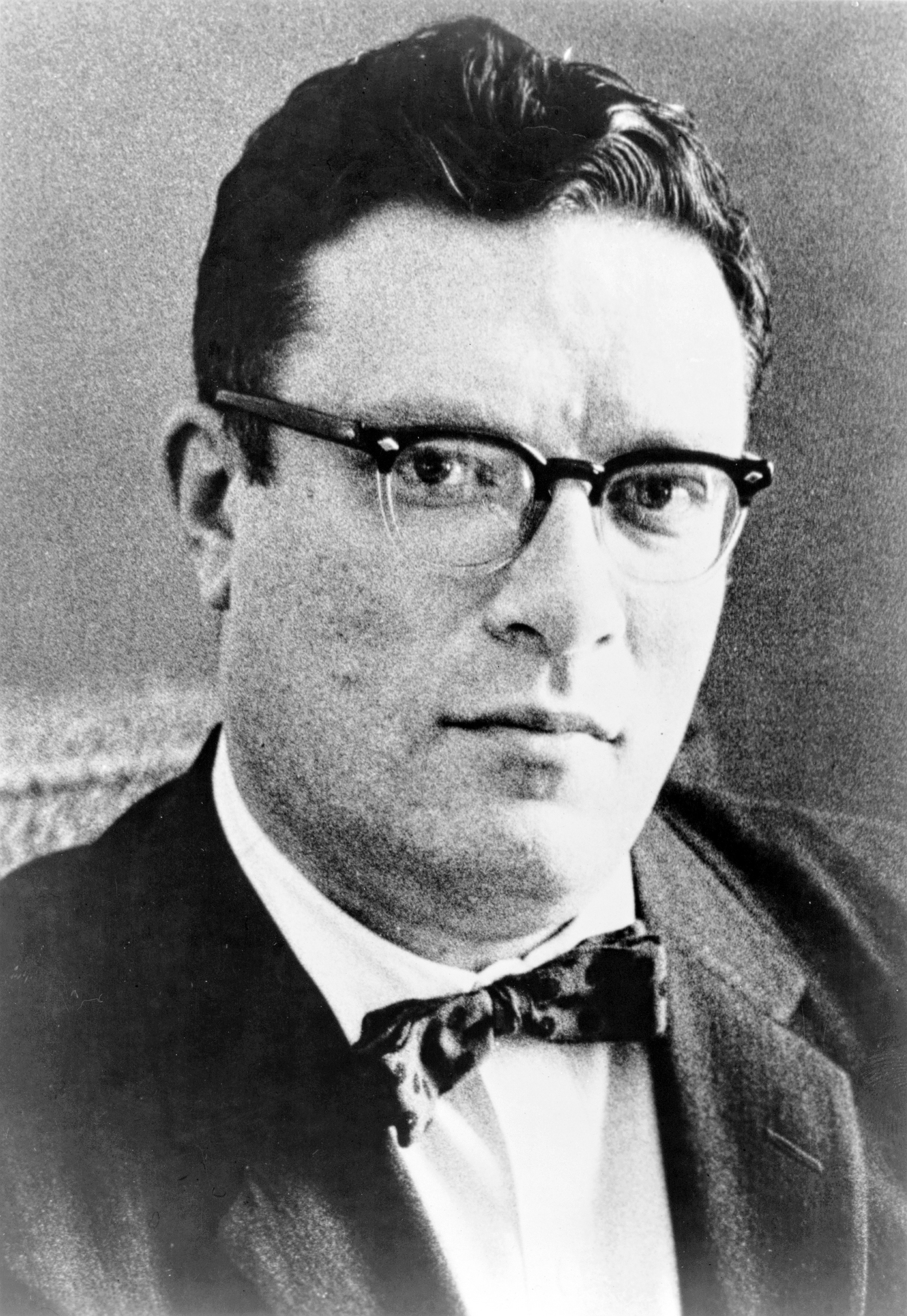
Айзек Азімов, один з найвідоміших письменників-фантастів.

У той же час почала розвиватися традиція більш літературних науково-фантастичних романів, що мають справу з дисонансом між сприйняттям утопічних умов і повним вираженням людських бажань: роман-антиутопія. Певний час елементи наукової фантастики цих творів ігнорувалися основними літературними критиками, хоча вони більше зобов'язані жанру наукової фантастики, ніж модерністам. Щиро утопічні твори, включаючи більшість творів Веллса, глибоко вплинули на наукову фантастику, починаючи з «Ральфа 124C 41+» (1911) Г'юго Гернсбека.
Роман росіянина Євгена Замятіна «Ми», опублікований у 1924 році, представляє тоталітарну спробу створити утопію, результатом якої є антиутопічний стан, у якому втрачається свобода волі. Британець Олдос Гакслі подолав прірву між літературною творчістю та світом наукової фантастики за допомогою «Прекрасного нового світу» (1932), іронічного портрета стабільного та, очевидно, щасливого суспільства, побудованого на людському вмінні генетичних маніпуляцій.
Наприкінці 1930-х років Джон Вуд Кемпбелл став редактором Aстроудінґ (Аstounding), і критична маса нових письменників з'явилася в Нью-Йорку з групи ентузіастів наукової фантастики (багато з яких незабаром стали професійними письменниками) під назвою «Футуріанці», до якої входив Айзек Азімов, Деймон Найт, Дональд Воллгейм, Фредерик Пол, Джеймс Бліш, Джудіт Мерріл та інші. Іншими видатними письменниками цього періоду є Роберт Гайнлайн, Артур Кларк та Альфред ван Фогт. Перебування Кемпбелла на чолі Aстроудінґ вважається початком Золотої епохи наукової фантастики, який характеризується жорсткими науково-фантастичними історіями, які прославляють наукові прориви та прогрес. Це тривало до післявоєнного періоду, який приніс нові технологічні досягнення, нові журнали, такі як «Гелексі сайнс фікшн» під редакцією Пола, і нове покоління письменників, які почали писати оповідання поза манерою Кемпбелла.
У 1948 році Джордж Орвелл написав, мабуть, найпопулярнішу з цих літературних антиутопій «1984». Він уявляє собі тоталітарний режим, керований технологіями, які домінують у суспільстві через тотальний контроль над інформацією. Твору «Ми» Замятіна приписують вплив як на Гакслі, так і на Орвелла; незабаром після її першої публікації англійською мовою, за кілька років до написання «1984» Орвелл опублікував рецензію на книгу «Ми». «451 градус за Фаренгейтом» Рея Бредбері, «Вигнанці» та інші твори Урсули Ле Гуїн, багато творів Курта Воннеґута та багато інших науково-фантастичних творів пізніше продовжили діалог між утопією та антиутопією.

### Вплив наукової фантастики на медіа та громадськість
Після «Метрополісу» та коміксів «Флеш Гордон» жанр наукової фантастики почав виходити з літератури і проникати в інші медіа, такі як кіно та радіо, все глибше проникаючи в масову культуру.
У 1938 році театр Меркурій Орсона Веллса випустив радіоверсію «Війни світів», яка, як відомо, викликала паніку серед багатьох радіослухачів, які вважали, що програма була справжнім радіокоментарем про висадку марсіан. Безперечно, ідея візитерів чи загарбників з космосу була вкорінена у свідомості пересічних людей.
Під час Другої світової війни пілоти розмірковували про походження «фу-винищувачів», які вони бачили, що ширяли навколо них у повітрі. Тим часом нацистська Німеччина розробила літаючі бомби, відомі як Фау-1 і Фау-2, які нагадують «космічні кораблі», які колись зустрічалися в популярній науковій фантастиці того часу, передвіщаючи космічний політ. Реактивні літаки та атомна бомба були розроблені: почалася атомна ера. Оповідання Кліва Картмілла «Дедлайн» (Deadline, 1941) про вигаданий проєкт атомної бомби спонукало ФБР відвідати редакцію журналу Astounding.
На той час, коли історія про катастрофу літаючої тарілки в Розвеллі в Нью-Мексико в 1947 році поширилася, наукова фантастика перетворилася на сучасний фольклор.

## Золота епоха
Період з 1940-х до початку 1950-х років часто називають «Золотою епохою наукової фантастики» США. Науково-фантастичні оповідання в цю епоху привернули увагу широкої аудиторії в Сполучених Штатах Америки, і було опубліковано багато класичних творів.

### Вражаючийжурнал

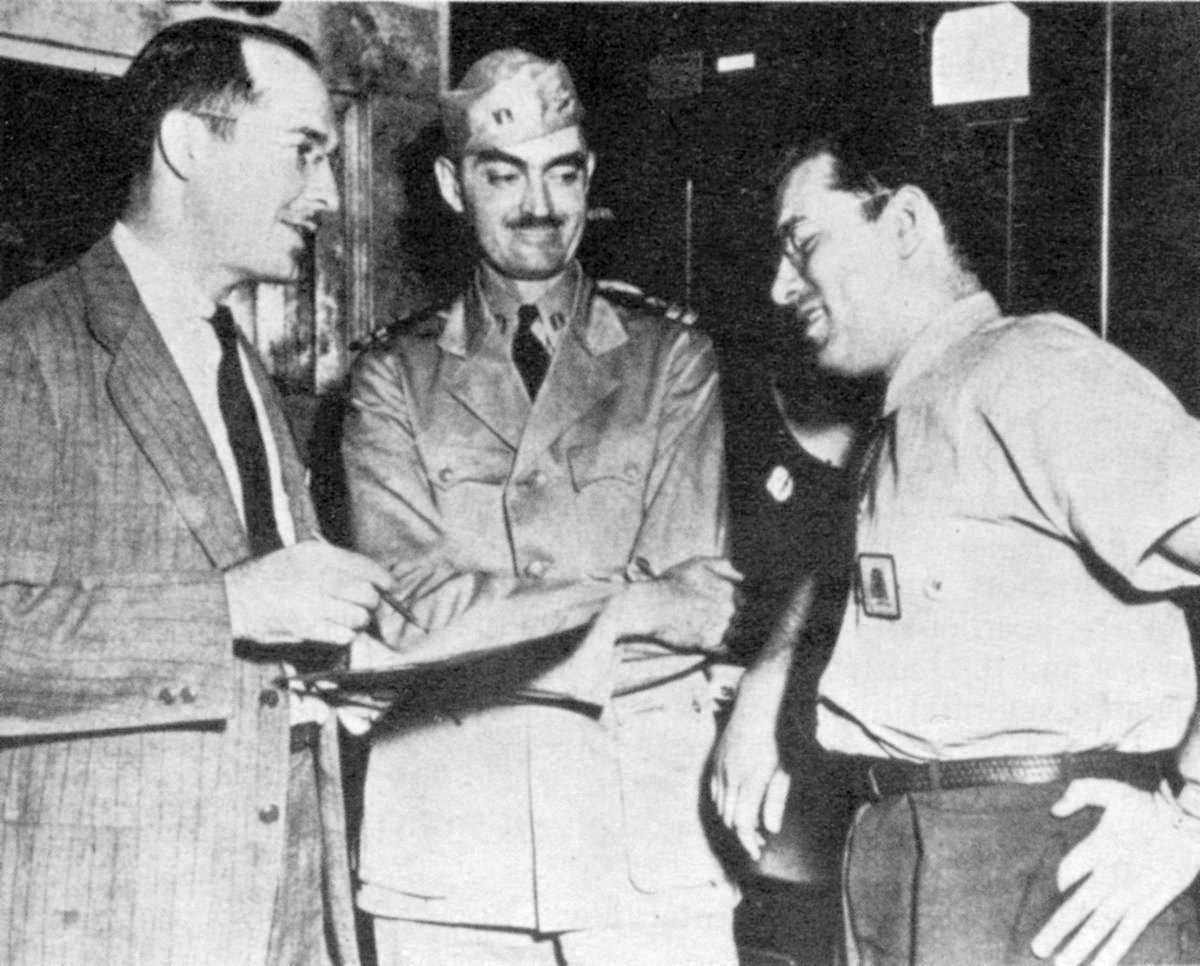
Письменники Роберт Гайнлайн (ліворуч), Л. Спраг де Кемп (у центрі) та Айзек Азімов (праворуч) під час Другої світової війни. Військово-морська верф Філадельфії, 1944 рік.

З появою в 1937 році вимогливого редакційного редактора Джона Вуда Кемпбелла в журналі Аналог, а також з публікацією оповідань і романів таких письменників, як Айзек Азімов, Артур Кларк і Роберт Гайнлайн, відбулося усвідомлення важливості та серйозності наукової фантастики.
Надзвичайний вплив на творчість своїх колег-письменників справив Кемпбелл, визначивши напрямок розвитку наукової фантастики. Азімов писав: «Ми були його продовженням, ми були його літературними клонами». Під керівництвом Кемпбелла роки з 1938-го до приблизно 1950-го стануть відомими як «золота епоха наукової фантастики», хоча Азімов зазначає, що термін «золота епоха» використовувався більш вільно для позначення інших періодів в історії наукової фантастики.
Кемпбелл наставляв своїх письменників своїм знаменитим девізом: «Опишіть мені істоту, яка мислить як людина, або краще за людину, але не як людина». Він наголошував на вищій якості письма, ніж попередні редактори, приділяючи особливу увагу розвитку групи молодих письменників навколо нього; він також додав респектабельності тим письменникам, які не присвячували себе виключно науковій фантастиці, які вирішили спробувати себе в цьому жанрі. Обкладинки журналів з витрішкуватими монстрами та бідно одягненими жінками, однак, зберігали імідж сенсаційного жанру, який приваблював лише підлітків. У суспільстві існувало прагнення до сенсації, бажання вирвати людей з їхнього нудного життя у світ космічних подорожей і пригод.
Цікавою приміткою про режим Кемпбелла є його внесок у зростання культу саєнтології Л. Рона Габбарда. Габбарда вважали багатообіцяючим письменником-фантастом і протеже Кемпбелла, який опублікував ранні статті Хаббарда про діанетику і його нову релігію. Ставши редактором журналу Аналог, Кемпбелл став приділяти більше уваги ідеям Габбарда і писати редакційні статті на підтримку діанетики. Хоча Аналог продовжував мати лояльну читацьку аудиторію, шанувальники почали звертатися до інших журналів, щоб знайти науково-фантастичні історії.

### Кінець золотої епохи

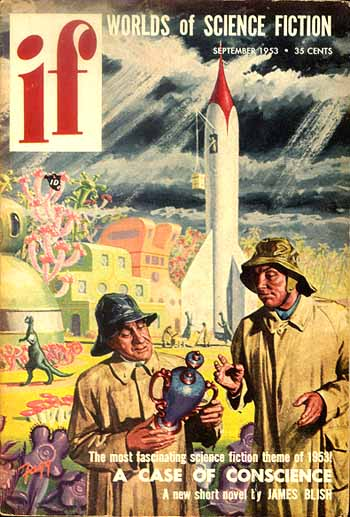
Якщо обкладинка з вересня 1953 року, включаючи першу частину роману Джеймса Бліша «Справа совісті»

Прагнучи більшої свободи самовираження, письменники почали публікувати свої твори в інших журналах, зокрема в Фентезі & Сайнс фікшн, Якщо, Гелексі сайнс фікшн, який з'явився в 1950 році. Під редакцією Г. Л. Оро та Фредерика Пола журнал Гелексі наголошував на більш літературній формі наукової фантастики, яка запозичувала зразки з нежанрової літератури, хоча й не так наполягала на науковій правдоподібності, як Аналог Кемпбелла. Поява Гелексі ознаменувала кінець наукової фантастики Золотого віку, хоча більшість письменників Золотого віку змогли пристосуватися до змін у жанрі і продовжили писати. Дехто, однак, перейшов до інших сфер. Айзек Азімов та багато інших почали писати майже виключно про науку.
Тим часом маккартизм і другий антикомуністичний «червона загроза» у Сполучених Штатах були виражені — як у літературі, так і в кіно та коміксах — у постаті інопланетянина, який розглядався як жорстокий загарбник, оснащений жахливою зброєю, метафора для потенційний іноземний загарбник і атомна загроза (найбільша хвиля фільмів про вторгнення інопланетян пройшла між приходом до влади Джо Маккарті в 1950 році та запуском Супутника в 1957 році). Космічні перегони, що велися в рамках холодної війни між США і СРСР, викликала відновлення інтересу до дослідження космосу і його можливих мешканців. Ракетобудування, авіаційні та космічні технології стали темами, що викликали неабиякий суспільний резонанс. Все це знайшло відображення і примножилося в науковій фантастиці, яка вийшла з ексклюзивного світу журналів оповідань, що вступили в кризу з закінченням Золотого віку, і почала продаватися також і в книжках, що дозволило розвинутися оповідній формі ширшого масштабу і амбіційності — роману, який до цього часу видавався в серійній формі.

### Вплив Золотої епохи на інші медіа

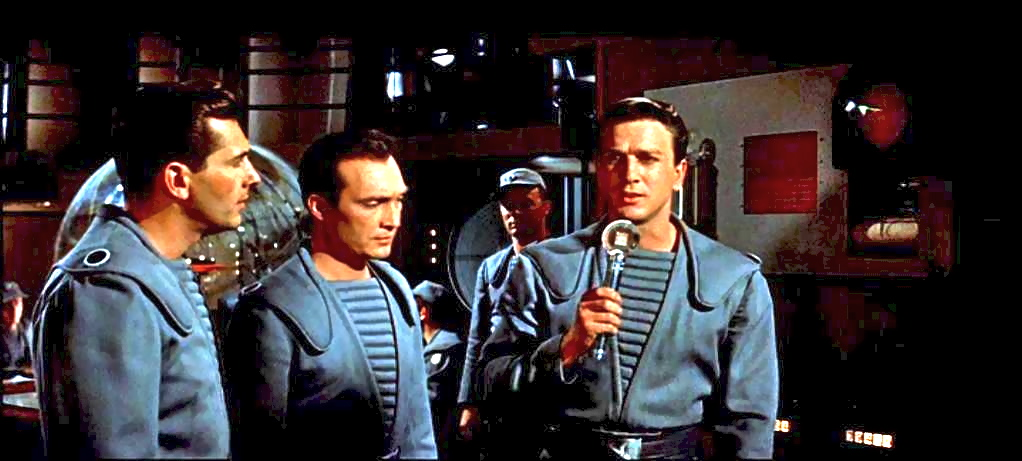
Заборонена планета (1956)

Завдяки новому вихідному матеріалу, наданому письменниками Золотої епохи, досягненням у спецефектах і бажанню глядачів отримати контент, який відповідає прогресу технологій того часу, було створено всі елементи для створення значних творів науково-фантастичного кіно.
Як наслідок, у 1950-х роках почали з'являтися науково-фантастичні фільми, які часто черпали натхнення з історій команди сценаристів Кемпбелла: «Вони» (1954) та «Вторгнення викрадачів тіл» (1956) були засновані на романах Джека Фінні, «Місце призначення — Місяць» (1950) — на романі Гайнлайна, «Пробудження динозавра» (1953) — на оповіданні Рея Бредбері, а «Річ з іншого світу» (1951) засновано на оповіданні самого Кемпбелла. Історії про катастрофи Джона Віндема, зокрема «День триффідів» і «Кракен прокидається», також стали важливим джерелом матеріалу.
У той же час наукова фантастика почала з'являтися в новому медіа: на телебаченні. У 1953 році на британському телебаченні транслювався серіал «Експеримент Квотермаса» — перший науково-фантастичний твір, написаний спеціально для дорослої телеаудиторії (до цього оригінальні сценарії наукової фантастики на телебаченні були орієнтовані на дітей, а програми для дорослих були адаптаціями літературних джерел). У Сполучених Штатах такі герої наукової фантастики, як Капітан Відео, Флеш Гордон і Бак Роджерс, з'явилися на маленькому екрані в програмах, що більше нагадували докемпбелівську наукову фантастику.
Згодом саме телебачення представило нову та зростаючу базу шанувальників жанру наукової фантастики, зокрема через серіали, популярні у другій половині 1960-х років, такі як «Доктор Хто» та «Зоряний шлях».

## Нова хвиля та її наслідки

### Провісники нової хвилі
«Невимовне» та «Чекаючи на Ґодо» Семюела Беккета справили значний вплив на літературу 1950-х років. У першому випадку втрачається відчуття місця і часу, залишається лише голос, що балансує між бажанням продовжувати існувати і прагненням знайти тишу і забуття. У другому — темами стають час і парадокси причинно-наслідкових зв'язків. Вплив Беккета на інтелектуалів, а також загальний вплив екзистенціалізму та судові баталії за публікацію книжок, які пізніше були класифіковані як непристойні, зробили наукову фантастику більш витонченою, особливо у Великій Британії.
Вільям Берроуз (1914—1997) був письменником, який нарешті приєднав наукову фантастику до модерністської літературної течії. За сприяння Джека Керуака Берроуз опублікував «Голий ланч» — перший із серії романів, у яких використано напівдадаїстську техніку, що називається розрізанням і модерністською деконструкцією традиційного суспільства, скидаючи маску нормальності, щоб розкрити нікчемність, що стоїть за нею. Берроуз показав бачення суспільства як прибульців-змовників, монстрів, поліцейських держав, торговців наркотиками та альтернативних рівнів реальності. Лінгвістика наукової фантастики злилася з експериментами модернізму в гештальті біт-покоління.

### Нова хвиля та її паралелі
У 1960 році британський романіст Кінгслі Еміс опублікував «Нові карти пекла» — літературну історіографію, що досліджує сферу наукової фантастики. Увага мейнстримного і визнаного критиками письменника принесла численні переваги жанру наукової фантастики.
У середині 1960-х років традиційна «жанрова» наукова фантастика пережила критичний момент як у США, так і у Великій Британії: з'явилося надто багато авторів, які експлуатували звичні нечисленні традиційні теми, а зміст і стиль часто ставали передбачуваними і одноманітними.

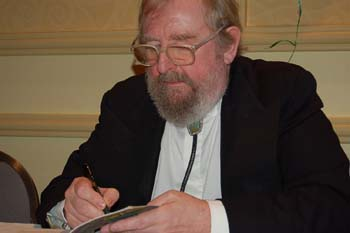
Майкл Муркок (2006)

Британське покоління письменників 1960-х років, яке отримало назву «Нова хвиля», експериментувало з різними формами наукової фантастики, поширюючи жанр на сюрреалізм, психологічну драму та Мейнстрим. Нова хвиля шістдесятих була зосереджена навколо журналу New Worlds після того, як у 1964 році Майкл Муркок взяв на себе редакційний контроль і тримав його до 1971 року; Вільям Берроуз мав помітний вплив. Письменники «Нової хвилі» також вірили, що спираються на спадщину мистецького руху французької «Нової хвилі».

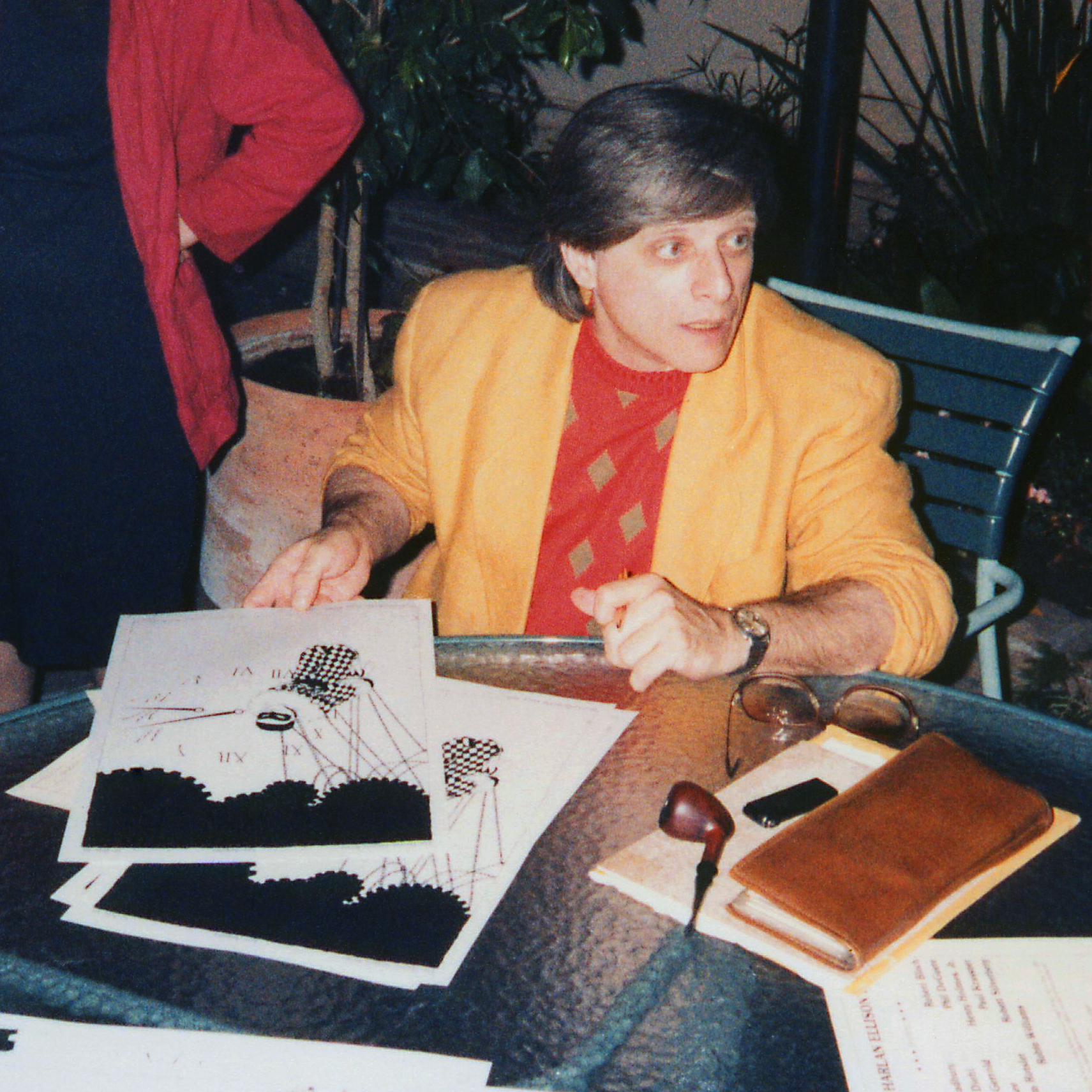
Гарлан Еллісон у 1986 році

Хоча «Нова хвиля», особливо на ранньому етапі, була переважно британським рухом, в американській науковій фантастиці одночасно відбувалися паралельні події. Взаємозв'язок між британською Новою хвилею та американською науковою фантастикою було чітко описано в оригінальній антології Гарлана Еллісона 1967 року «Небезпечні бачення», в якій були представлені як американські, так і британські письменники-фантасти з історіями, які розширювали межі того, що було прийнятним у науковій фантастиці. журнал, який розглядає теми, які досі залишалися на маргінесі, такі як сексуальність, інцест, атеїзм, антиімперіалізм, антимілітаризм, пацифізм. Айзек Азімов, написавши передмову до антології, назвав її «Другою революцією» після першої революції, яка породила Золотий у епоху.
Нова хвиля та її сучасники приділяли більше уваги стилю та більш культурній формі оповіді, а також досліджували суперечливі теми, яких уникали старі письменники-фантасти: вперше сексуальність, на яку нарікав Кінгслі Еміс та була майже повністю проігнорована в науковій фантастиці, серйозно сприймали такі письменники, як Семюел Ділейні, Урсула Ле Гуїн, Норман Спінрад і Теодор Стерджен. Сучасні політичні проблеми також були озвучені, оскільки Джон Бруннер і Джеймс Баллард написали застережні історії про перенаселення та апокаліпсис.
Азімов зауважив, що «друга революція» мала набагато менш чіткі межі, ніж перша, пояснюючи це розвитком антологій, які привернули увагу до старих оповідань; однак низка письменників Золотої епохи після приходу Нової Хвилі змінили свій стиль. Роберт А. Гайнлайн перейшов від своїх кемпбелівських оповідань «Історія майбутнього» до стилістично сміливих і сексуально відкритих художніх творів, зокрема «Чужинець на чужій землі» (1961) і «Місяць — суворий господар» (1965-66). Айзек Азімов написав «Навіть боги» (1972), який дуже нагадує «Нову хвилю». Багато інших письменників продовжували успішно писати навіть попри зміну стилів.
Середина 1960-х років також стала важливою віхою для жанру наукової фантастики: у 1965 році вийшов друком роман Френка Герберта «Дюна», щільний, складний і детальний художній твір з політичними інтригами в майбутній галактиці, дивними і містичними релігійними віруваннями та екосистемою пустельної планети Арракіс у центрі сюжету. Іншою новинкою стала поява творчості Роджера Желязни, чиї романи, такі як «Володар світла» (1967) і його знаменитий цикл «Хроніки Амбера» (з 1967 року), продемонстрували, наскільки тонкими є межі між науковою фантастикою, фентезі та релігією, міфологією та соціальним аналізом.
Науково-фантастичне кіно було натхненне змінами в жанрі. 1965 року французький режисер Жана-Люк Годар у фільмі «Агент Леммі Обережно: Місія Альфавіль» щоб дослідити мову та суспільство використав засоби антиутопії та апокаліптичної наукової фантастики. Фільми Стенлі Кубрика «2001: Космічна одіссея» (1968) і «Механічний апельсин» (1971) надали візуальної форми новому стилю наукової фантастики. Численні інші фільми, зокрема «Людина, яка втекла з майбутнього» (THX 1138) (1971) і «Зелений сойлент» (1973), зображували антиутопічне майбутнє.

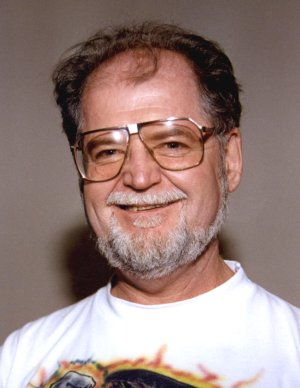
Ларрі Нівен

Урсула Ле Гуїн екстраполювала соціальні та біологічні зміни, які мали антропологічний характер. Філіп Дік досліджував метафізику розуму в серії романів і оповідань, які рідко залежали від науково-фантастичного змісту. Ле Гуїн, Дік та інші автори, подібні до них, були пов'язані з більш загальною концепцією м'якої наукової фантастики або соціологічної наукової фантастики, а не з Новою хвилею. Вся наукова фантастика того періоду характеризується дуже специфічним бажанням торкнутися табуйованих тем, які роками були відсутні в науково-фантастичних журналах: не випадково, що саме в цей час на сцену виходять чорношкірі автори, такі як Делані, або жінки, як-от Расс чи Ле Гуїн, або відкриті геї, як-от Томас Діш і знову ж таки Делані. М'яка наукова фантастика була протиставлена концепції жорсткої наукової фантастики. Хоча наукова правдоподібність була головним принципом цього жанру з часів Гернсбека, такі письменники, як Ларрі Нівен і Пол Андерсон, вдихнули нове життя в жорстку наукову фантастику, створивши історії з більш витонченим стилем написання і більш глибоко охарактеризованими героями, зберігаючи при цьому високий рівень наукової складності.
З одного боку, «нова хвиля» призвела до того, що академічний світ — не лише у Сполучених Штатах — почав займатися науковою фантастикою, хоча й на тлі опору та непорозумінь; у цей період з'явилися перші академічні журнали наукової фантастичної критики, такі як «Науково-фантастичні студії», «Фундація» та «Екстраполяція». З іншого боку, літературна витонченість багатьох з цих творів призвела до дистанціювання шанувальників, які задовольнялися літературно традиційною науковою фантастикою Азімова та Гайнлайна.

### 1970-ті роки
1970-ті роки характеризуються продовженням діяльності письменників «Нової хвилі»: перш за все, Баллард написав у цей період свою фундаментальну трилогію «Аварія», «Кондомініум» і «Бетонний острів». Філіп К. Дік, з іншого боку, увійшов у кризу на тлі наркотичних та екзистенційних проблем, що призвело до паузи у його творчості до другої половини десятиліття. Інноваційний вплив «Нової хвилі» в будь-якому випадку слабшає, і тепер можна говорити про окремих авторів, кожен з яких йде своїм шляхом, а не про колективний марш разом.
Контрастів не бракує: поляк Станіслав Лем — один із провідних східноєвропейських письменників — піддав різкій критиці більшість західних авторів, особливо американських, і більшу частину наукової фантастики, яку він вважав непродуманою і погано написаною, такою, що цікавиться більше пригодами, ніж ідеями чи новими формами літератури, настільки, що в 1976 році його було виключено як почесного члена Американських письменників наукової фантастики та фентезі (SFWA) після того, як він як здобув це визнання в 1973 році.

Логотип Зоряних воєн

Головним явищем, яке характеризує 1970-ті роки, є поява багатьох письменниць, які дедалі більше цікавляться темами фемінізму та жіночої ідентичності загалом. Серед домінуючих фігур завжди виділяються Джоанна Расс і Урсула Ле Гуїн, але до них додаються інші, такі як Меріон Зіммер-Бредлі та Доріс Лессінг. Лессінг, якій судилося отримати Нобелівську премію з літератури в 2007 році, незважаючи на інший досвід, з кінця 1970-х років написала монументальний науково-фантастичний цикл «Канопус в Аргосі: архіви», який вона оголошує своїм найважливішим твором. До них слід додати двох видатних письменниць — Еліс Шелдон, яка до 1977 року ховалася за чоловічим псевдонімом Джеймс Тіптрі-молодший, та афроамериканку Октавію Батлер, яка у своїх творах піднімає складні питання про природу раси і статі.
У другій половині 1970-х років науково-фантастичний кінематограф пережив переломний момент з приголомшливим успіхом «Зоряних війн» Джорджа Лукаса. Фільм нагадує космічну оперу 1940-х років, але містить сильні елементи меча та чарів (настільки, що для нього використовувався змішаний термін «наукове фентезі» а деякі описують його як науково-фантастичну казку, в якій усі типові елементи жанру змішані казково-міфологічні). Успіх фільму Лукаса провіщає повернення до більш легковажної, розважальної наукової фантастики після «інтелектуальної» хвилі 1960-х і 1970-х років. Кінематографічна наукова фантастика відокремлюється від літературної: відтепер головні голлівудські режисери — такі як Лукас і Спілберг, використовуватимуть оригінальні сценарії для своїх фільмів, не обмежуючись екранізаціями романів. Науково-фантастичним книгам судилося залишитися одним із джерел натхнення, але поряд з іншими жанрами, коміксами, телебаченням і власне кіно.

## Сучасна наукова фантастика та розробки

### Кіберпанк
Шаблон:Кіберпанк

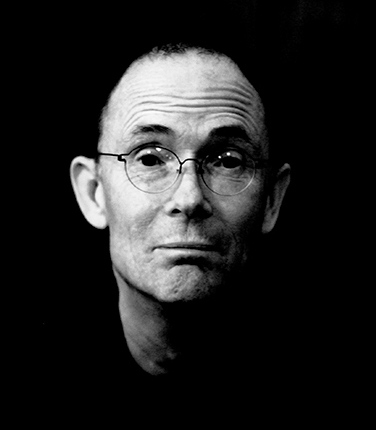
Вільям Ґібсон

Після того, як «Нова хвиля» зникла як важлива складова наукової фантастики, у 1980-х роках на сцені домінувала хвиля кіберпанку безперечно домінувала на сцені протягом 1980-х років. Коли нові інформаційні технології та персональні комп'ютери почали ставати невід'ємною частиною суспільства, письменники-фантасти відчули потребу зробити заяви про їхній вплив на культурний і політичний ландшафт. Хоча нова течія робила такий самий акцент на стилі, як і «Нова хвиля», вона розвинула свій унікальний стиль, зазвичай зосереджуючись на «панківській» стороні свого уявного андеграундного майбутнього світу. Письменники кіберпанку, такі як Вільям Ґібсон, відійшли від традиційного оптимізму та підтримки прогресу традиційної наукової фантастики, описуючи антиутопічні найближчі майбутні, де домінують великі корпорації.

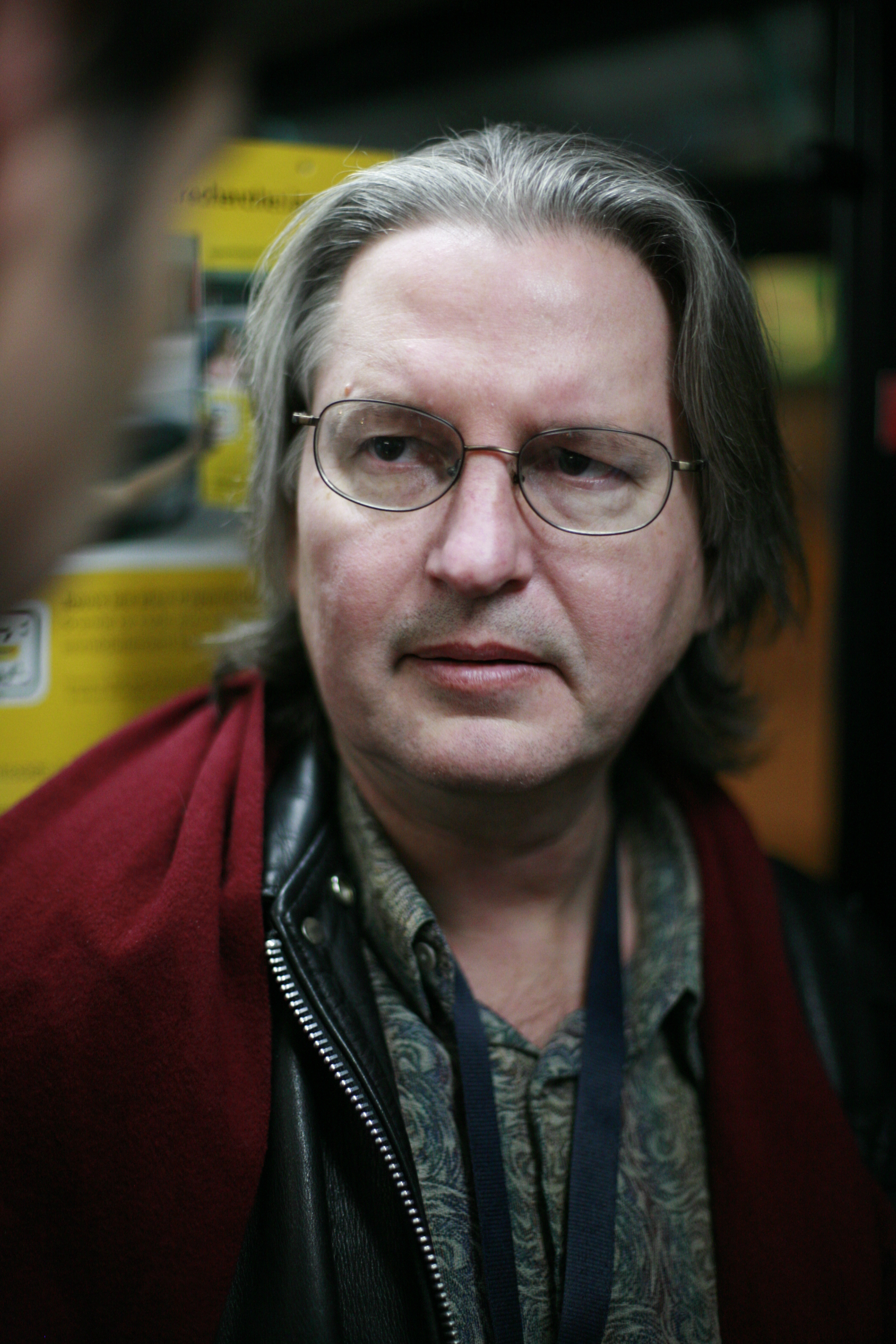
Брюс Стерлінг

Після космічного простору між зірками та внутрішнього простору психіки, новим простором для дослідження є віртуальний простір інформаційно-телекомунікаційних технологій. Можна сказати, що світ Інтернету був пророцтвом (навіть якщо перша піонерська форма вже існувала) у 1984 році найвідомішим романом кіберпанку, Нейромантом Вільяма Гібсона з його кіберпростором. Кіберпанк також був започаткований антологією оповідань «Дзеркальні тіні» під редакцією заповзятливого письменника і журналіста Брюса Стерлінга. «Нейромант» Гібсона оголосив про кіберпанк ширшому літературному світу і мав величезний комерційний успіх. Іншими ключовими авторами руху, окрім Гібсона та Стерлінга, були Джон Ширлі та пізніше Ніл Стівенсон. Хоча пізніше кіберпанк перехресно запилювався з іншими стилями наукової фантастики, в перші дні існувало певне уявлення про ідеологічну чистоту. Джон Ширлі порівняв кіберпанк-рух із плем'ям.
На хвилі кіберпанкової хвилі відновився академічний інтерес до наукової фантастики, яка все частіше розглядається як сфера, що межує з постмодерністською літературою, вибух науково-фантастичних образів у новій сфері відеоігор, але, перш за все, відновлений інтерес з боку голлівудського кіно, яке завдяки новим цифровим технологіям починає знімати все більш видовищні фільми, часто прямо чи опосередковано засновані на класиці жанру. Протягом 1980-х років в Японії також було створено велику кількість творів манґи та аніме в стилі кіберпанк.
Однак хвиля кіберпанку тривала менше, ніж Нова хвиля, головним чином через згасання натхнення найобдарованішого автора Вільяма Гібсона. Інші автори руху утвердилися більш-менш довгостроково, такі як Люціус Шепард, Кім Стенлі Робінсон, Руді Ракер, Льюїс Шайнер. На узбіччі кіберруху стоїть одна з головних письменниць, яка дебютувала останніми роками, витончена й літературна Пет Кедіген, тоді як інша провідна фігура жіночого письменства, Октавія Батлер, перебуває повністю поза ним.

### Посткіберпанк
Сучасна наукова фантастика характеризується поширенням кіберпанку на інші сектори ринку ідей. Кіберпанк більше не є гетто всередині наукової фантастики, а невід'ємною частиною поля, чия взаємодія з іншими частинами стала головною темою наукової фантастики на межі ХХІ століття.
Зокрема, кіберпанк вплинув на кінематограф з такими роботами, як «Джонні-Мнемонік» (1995), але перш за все «Матрицею» (1999), в аніме, як-от «Акірою» та «Привидом в латах», а також у новому середовищі відеоігор, з відомими Deus Ex та серією Metal Gear. Це входження кіберпанку в основну культуру призвело до впровадження стилістичних мотивів кіберпанку в маси, особливо в моді.
Серед нових тем у 1990-х роках є проблеми навколишнього середовища, наслідки глобалізації Інтернету та розширення інформаційного всесвіту, питання про біотехнології та нанотехнології, а також інтерес до суспільств після холодної війни; «Діамантовий вік» Ніла Стівенсона всебічно досліджує ці теми. Тим часом успіх циклу романів Лоїс Макмастер Буджолд «Саги про Форкосиганів» з другої половини 1980-х років повернув на передній план тип історій, заснованих на персонажах, знову включивши в космічну оперу романтику.
Залежність кіберпанку від наукової фантастики найближчого майбутнього поглибилася. У романі Вільяма Ґібсона «Академія мрій» (2003) історія в стилі кіберпанк розгортається в теперішньому часі, що є крайньою межею екстраполяції в недалеке майбутнє. Однак ідеї кіберпанку поширилися і в інших напрямках. Автори космічних опер писали твори з мотивами кіберпанку, зокрема Девід Брін із «Людьми печі» і Кен Маклеод у серії «Осіння революція». Це злиття двох різних науково-фантастичних епосів у 1980-х роках породило літературу екстраполяції, на відміну від певних технологічних історій, розказаних у сьогоденні.
Джон Клаут пише, що наукову фантастику на зламі століть можна розуміти двояко:: «бачення тріумфу наукової фантастики як жанру і як серії високопрофесійних текстів, що змальовували нашому оку значуще майбуття, які пройшли в ті роки … [або бачення] … нерозбірливі для світу в ті роки … фатально нерозрізнений зі світом, який він намагався описати, позначити».

### З 1990-х років

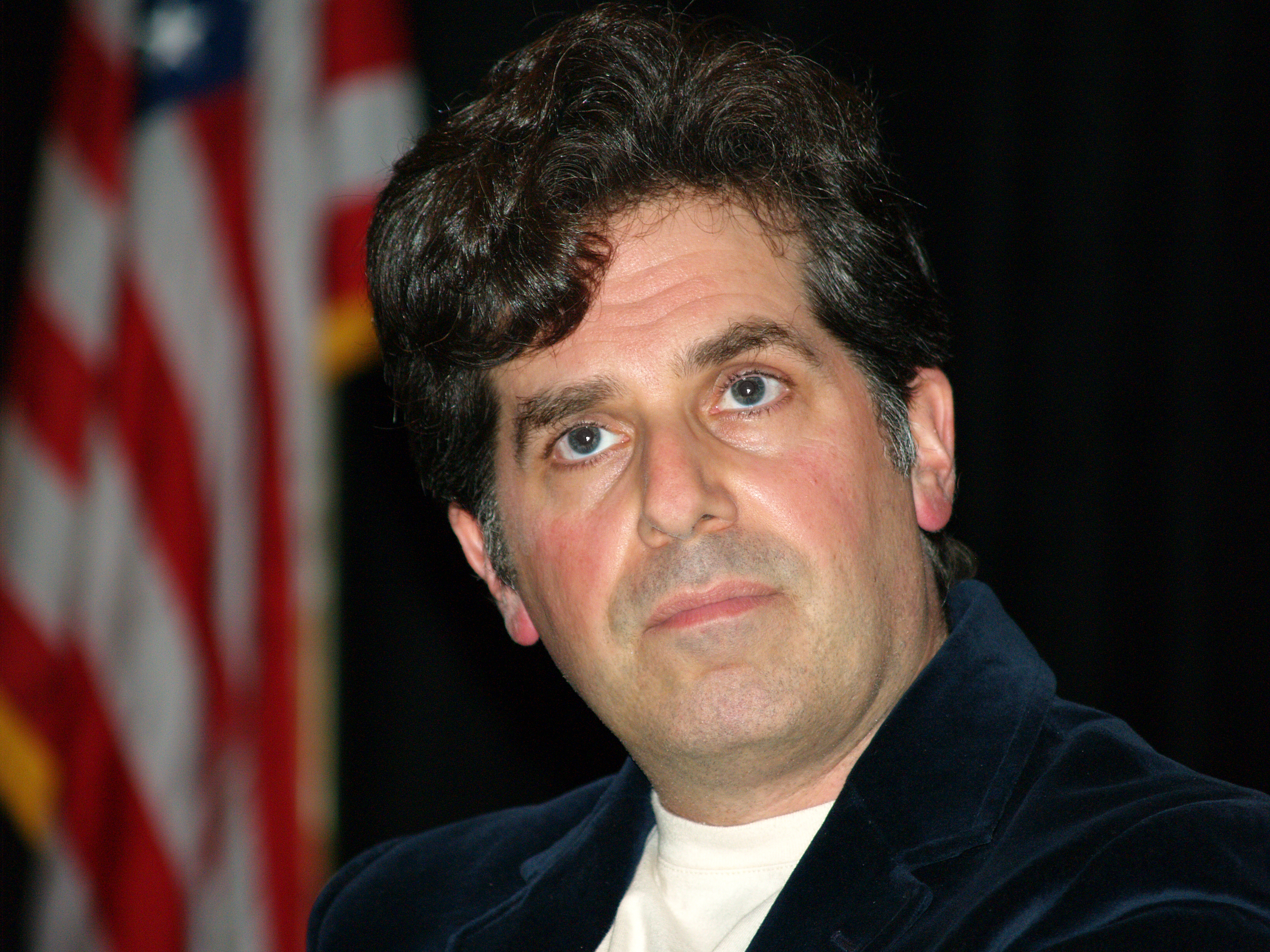
Джонатан Летем

1990-ті роки характеризувалися потужним відродженням британської наукової фантастики, настільки, що до кінця десятиліття можна було говорити про справжній «британський бум», пов'язаний з творчістю нових авторів, таких як Ієн Бенкс, Кен Мак-Лауд, М. Джон Гаррісон і, нарешті, наймолодший, Чайна М'євіль.
Однак у Сполучених Штатах ми спостерігаємо явище падіння продажів такого масштабу, що деякі автори змінюють жанр: серед них старі леви, такі як Томас Діш, який у своїй «Міннесотській надприродній серії» блискуче повертається до жахів; Роберт Шеклі, який намагається перейти до кримінальної літератури (як він уже робив у 1960-х), але без великих результатів; Патрисія Ентоні, одна з найперспективніших авторок, яка переходить від наукової фантастики до фентезі; Джонатан Летем — автор, головною референцією якого є Філіп Дік — який переходить до мейнстрімової літератури.
Все це відбувається в той час, коли науково-фантастичні теми, ідеї, образи, місця, сюжети все частіше з'являються і за межами жанру, настільки, що можна говорити про аванпоп, який черпає з наукової фантастики, а також з детективів, вестернів, жахів. Окрім ранніх творів Летема, яскравим представником цього напряму є один з молодих письменників, Метт Рафф.
У Великій Британії відродження науково-фантастичної літератури також пов'язане з явищами гібридизації, які змушують говорити про New Weird, або дивну фантастику, або сліп-стрім. Чайна М'євіль, наприклад, поєднує у своїх романах фентезі, жахи, готику, наукову фантастику та (у великих дозах) рольові ігри.
Незважаючи на рішуче скорочення, у 1990-х і 2000-х роках науково-фантастична жанрова фантастика зберегла власний референтний ринок, англійською мовою та зокрема в Сполучених Штатах, і побачила появу нових успішних авторів, таких як Ден Сіммонс, з його циклом «Пісні Гіперіона», сповненим літературних контамінацій, і Кетрін Азаро з циклом «Сколіанська імперія», який поєднує жорстку наукову фантастику з класичним романом, створюючи сюжети, сповнені пригод, почуттів і космічної опери. На початку 2010-х ринок науково-фантастичної літератури (разом з фентезі) демонстрував певні ознаки відновлення, зростаючи на противагу загальному падінню продажів книг.
У 2000-х роках наукова фантастика стала набагато популярнішим жанром у кінематографі, де вона нараховує численні успішні фільми; у 2010 році науково-фантастичні фільми разом із фентезі та фільмами жахів становили майже 90 % кінозйомок у Сполучених Штатах.

## Примітка
1. ↑  Science Fiction (англ.). Semioticon.com.
2. ↑  Silvio Sosio (ottobre 1998). Definiscimi "fantascienza". Delos Science Fiction. № 40. Процитовано 21 лютого 2012.
3. ↑  "Науково-фантастичні історії — це історії, в яких якийсь аспект майбутньої науки або високих технологій є настільки невід'ємною частиною історії, що, якщо вилучити науку або технологію, історія руйнується. "(англ.) «Science fiction stories are those in which some aspect of future science or high technology is so integral to the story that, if you take away the science or technology, the story collapses.» Craft of Writing Sci. Fict. that Sells. 1994. с. ii. 6. ISBN 0-89879-600-8. citato in: Citations for science fiction n. (англ.). Science Fiction Citations.
4. 1 2  Isaac Asimov, Introduzione a Il grande libro della fantascienza classica, Interno Giallo Editore, Milano, 1991.
5. 1 2  Science fiction, today and tomorrow: a discursive symposium (англ.). Harper & Row. 1974. с. 18. ISBN 978-0-06-010467-2.
6. 1 2  L'Europeo: settimanale politico d'attualità (вид. volume 43). 1987. с. 96.
7. 1 2 3  Il primo numero di Amazing (англ.). Pulpmags.org. Архів оригіналу за 13 лютого 2012. Процитовано 11 жовтня 2023. [Архівовано 2012-02-13 у Wayback Machine.]
8. 1 2  Zentz, Gregory L. (1991). Jupiter's ghost: next generation science fiction (англ.). Praeger. с. 1. ISBN 0-275-93940-5.
9. 1 2 3  Dr. Abu Shadi Al-Roubi (1982), «Ibn al-Nafis as a philosopher», Symposium on Ibn al-Nafis, Second International Conference on Islamic Medicine: Islamic Medical Organization, Kuwait (cfr. Ibnul-Nafees As a Philosopher, Encyclopedia of Islamic World)
10. 1 2  Roberto Paura (autunno 2007). Il futuro fossile sepolto a Chernobyl. Quaderni di'Altri Tempi. 3 (10). ISSN 1970-3341. Процитовано 27 ottobre 2011.
11. ↑  Bernardete, Seth (1971). On Plato's Timaeus And Timaeus' Science Fiction. Interpretation A Journal Of Bible And Theology (англ.). 2 (2): 21—63.
12. ↑  Flying Aircraft and Nuclear War and Other Strange Occurences of the Past (англ.). Sacred-texts.com. 16 marzo 1993.
13. ↑  K. Parmar, Arjunsinh (2002). Critical perspectives on the Mahābhārata (англ.). Sarup & Sons. с. 123-. ISBN 81-7625-273-5.
14. ↑  Revelation 6 Commentary - The Great Day of Wrath (англ.). BibleGateway.com.
15. ↑  Alchemists, Astronomers, and Wild Men: A History of the Mad Scientist, Part One (англ.). Io9.com. 2 giugno 2011. Архів оригіналу за 9 квітня 2017. Процитовано 11 жовтня 2023.
16. ↑  Dante Alighieri, Paradiso — Canto quindicesimo
17. ↑  (Amis, 1960 та p. 28).
18. ↑  S.C. Fredericks (marzo 1976). Lucian's True History as SF. Science Fiction Studies (англ.). 3 (1): 49—60. Процитовано 21 лютого 2012.
19. ↑  Grewell, Greg (2001). Colonizing the Universe: Science Fictions Then, Now, and in the (Imagined) Future. Rocky Mountain Review of Language and Literature (англ.). 55 (2): 25—47.
20. ↑  Roy Arthur Swanson (novembre 1976). The True, the False, and the Truly False: Lucian's Philosophical Science Fiction. Science Fiction Studies (англ.). 3 (3): 227—239. Процитовано 21 лютого 2012.
21. ↑  Lucian's Science Fiction Novel True Histories. Interpretation and Commentary. Leiden: Brill Academic Pub. 1998. с. 1—5. ISBN 90-04-10667-7.
22. ↑  (Gunn, 1988 та p. 249). Gunn chiama la novella «proto-science fiction».
23. 1 2  Yorke, Christopher (february 2006). Malchronia: Cryonics and Bionics as Primitive Weapons in the War on Time. Journal of Evolution and Technology. 15 (1): 73—85. Процитовано 29 agosto 2009.
24. ↑  Rosenberg, Donna (1997). Folklore, myths, and legends: a world perspective. McGraw-Hill. с. 421. ISBN 0-8442-5780-X.
25. 1 2  Richardson, Matthew (2001). The Halstead Treasury of Ancient Science Fiction. Rushcutters Bay, New South Wales: Halstead Press. ISBN 1-875684-64-6. (cf. Once Upon a Time. Emerald City (85). settembre 2002. Процитовано 17 settembre 2008.)
26. 1 2  (Irwin, 2003 та p. 209).
27. ↑  (Irwin, 2003 та p. 204).
28. ↑  (Irwin, 2003 та pp. 211–212).
29. ↑  Hamori, Andras (1971). An Allegory from the Arabian Nights: The City of Brass. Bulletin of the School of Oriental and African Studies. Cambridge University Press. 34 (1): 9–19 [9]. doi:10.1017/S0041977X00141540.
30. ↑  (Pinault, 1992 та pp. 148–149, 217–219).
31. ↑  (Irwin, 2003 та p. 213).
32. ↑  Hamori, Andras (1971). An Allegory from the Arabian Nights: The City of Brass. Bulletin of the School of Oriental and African Studies. Cambridge University Press. 34 (1): 9–19 [12–3]. doi:10.1017/S0041977X00141540.
33. 1 2  (Pinault, 1992 та pp. 10–11).
34. ↑  Geraldine McCaughrean, Rosamund Fowler (1999). One Thousand and One Arabian Nights. Oxford University Press. с. 247–51. ISBN 0-19-275013-5.
35. ↑  The Almost Complete Lack of the Element of "Futureness" (англ.). Science Fiction in Arabic Literature. 10 ottobre 2006.
36. ↑  Fancy, Nahyan A. G. (2006). Pulmonary Transit and Bodily Resurrection: The Interaction of Medicine, Philosophy and Religion in the Works of Ibn al-Nafīs (d. 1288). Electronic Theses and Dissertations. University of Notre Dame: 232—233. Архів оригіналу за 4 aprile 2015. Процитовано 19 ottobre 2011. {{cite journal}}: Недійсний |dead-url=sì (довідка) [Архівовано 2015-04-04 у Wayback Machine.]
37. ↑  Somnium, Seu Opus posthumum de astronomia lunari (лат.). Francoforte: Sagan. 1634. Testo originale su Google libri
38. ↑  Poole, William (2010). New Worlds Reflected: Travel and Utopia in the Early Modern Period (англ.). Ashgate. с. 57—70. ISBN 978-0-7546-6647-9.
39. 1 2  Science Fiction (англ.). Encyclopedia Britannica.
40. ↑  Venere nella Fantascienza. Архів оригіналу за 13 червня 2008. Процитовано 11 жовтня 2023. [Архівовано 2008-06-13 у Wayback Machine.]
41. ↑  Simon Tyssot de Patot: Voyages et aventures de Jacques Massé (фр.). Jacbayle.perso.neuf.fr. Архів оригіналу за 16 червня 2011. Процитовано 11 жовтня 2023.
42. ↑  La découverte australe par un homme volant, ou Le dédale français. Volumi 3-4 (фр.). Gallica.bnf.
43. ↑  Lyau, Bradford (2010). The Anticipation Novelists of 1950s French Science Fiction: Stepchildren of Voltaire (англ.). McFarland. с. 17—22. ISBN 0-7864-5857-7.
44. ↑  Robinson, Charles E. (1975). Mary Shelley and the Roger Dodsworth Hoax. Keats-Shelley Journal. 24: 20—28. JSTOR 30212770.
45. ↑  Clute, John; Nicholls, Peter (1993). Mary W. Shelley. Encyclopedia of Science Fiction. Orbit/Time Warner Book Group UK. Архів оригіналу за 16 листопада 2006. Процитовано 17 січня 2007.
46. 1 2 3  Lovecraft: A Biography. Orion. 2011. с. 159-160. ISBN 978-0-575-10364-1.
47. ↑  Vel´tman. Treccani.it.
48. ↑  Александр Вельтман и его роман "Странник" (рос.). Az.lib.ru.
49. ↑   {{{name}}} у проєкті «Гутенберг»
50. ↑  (James e Mendlesohn, 2003 та pp. 18-20).
51. ↑   {{{name}}} у проєкті «Гутенберг»
52. ↑  Le dernier homme: ouvrage posthume (фр.). Gallica.bnf.fr.
53. ↑  La Fantascienza in Francia. Carmilla on line. 10 maggio 2003. Архів оригіналу за 8 липня 2012. Процитовано 11 жовтня 2023. [Архівовано 2012-07-08 у Wayback Machine.]
54. ↑  Alkon, Paul K. (2009). Inventing Futuristic Fiction. Science Fiction Studies (англ.). 36 (2): 352—355.
55. ↑  Baldini, Artemio Enzo (1993). Utopia e distopia. Milano: Dedalo. с. 26, 167. ISBN 88-220-6144-6.
56. ↑  Drapeau France Louis-Napoléon Geoffroy-Château. Bdfi.net.
57. ↑  Ippolito Nievo, Storia filosofica dei secoli futuri, 1860 (testo integrale su Wikisource)
58. ↑  Flammarion, Camille (1880). La pluralità dei mondi abitati (вид. 1). Milano: Carlo Simonetti. ISBN no. {{cite book}}: Перевірте значення |isbn=: недійсний символ (довідка)
59. 1 2   {{{name}}} у проєкті «Гутенберг»  di sir Edward Bulwer-Lytton (1871)
60. 1 2 3  May Day, 1871: The Day “Science Fiction” Was Invented (англ.). Io9.com. 29 aprile 2011. Архів оригіналу за 21 жовтня 2018. Процитовано 11 жовтня 2023.
61. ↑  Science Fiction (вид. Encarta Online Encyclopedia). Microsoft. 2006. Архів оригіналу за 28 жовтня 2009. Процитовано 11 жовтня 2023. [Архівовано 2009-10-28 у Wayback Machine.]
62. ↑  Ketterer, David (2004). Flashes of the fantastic: selected essays from the War of the worlds centennial, nineteenth International Conference on the Fantastic in the Arts. Greenwood Publishing Group. с. 33—41. ISBN 0-313-31607-4.
63. ↑  Il sogno della Sultana (Sultana's Dream). Fantascienza.com.
64. ↑  Terradilei (Herland). fantascienza.com.
65. ↑  Anche da Hugo Gernsback; Gary Westfahl (novembre 1992). Hugo Gernsback's History of Science Fiction. Science Fiction Studies (англ.). 19 (3). Процитовано 22 лютого 2012.
66. ↑  Estratti da «Gordon Pym» (Narrative of Arthur Gordon Pym of Nantucket). Fantascienza.com.
67. ↑  Poe, Edgar Allan. The Works of Edgar Allan Poe. Т. 1. Архів оригіналу за 27 червня 2006. Процитовано 11 жовтня 2023. [Архівовано 2006-06-27 у Wayback Machine.]
68. ↑  Pavilion IX (англ.). Virginia.edu.
69. ↑   {{{name}}} у проєкті «Гутенберг»
70. ↑  The Conquest By The Moon - PPF Fiction and Film (англ.). Ppf.wikidot.com.
71. ↑  Kim Stanley Robinson (1º luglio 2002). Kim Stanley Robinson, science fiction socialist (interview). Monthly Review (англ.). Процитовано 12 marzo 2012. {{cite journal}}: Недійсний |dead-url=dead (довідка)
72. ↑  Uno sguardo dal 2000 (Looking Backward (2000-1887)). Fantascienza.com.
73. ↑  A Fan's View : Book Notes by John Hertz (англ.). Collectingsf.com. giugno 2009.
74. ↑  Science-Fiction and Fantasy Books by L. Frank Baum (англ.). Greatsfandf.com.
75. ↑  Berman, Ruth (novembre 2003). The Wizardry of Oz. Science Fiction Studies (англ.). 30 (3): 504—509.
76. ↑  Jack London and Science Fiction (англ.). London.sonoma.edu. Архів оригіналу за 6 березня 2012. Процитовано 11 жовтня 2023. [Архівовано 2012-03-06 у Wayback Machine.]
77. ↑  Science Fiction of Jack London, The by London, Jack, 1901 (англ.). Omphalosbookreviews.com. 2008. Архів оригіналу за 4 березня 2016. Процитовано 11 жовтня 2023. [Архівовано 2016-03-04 у Wayback Machine.]
78. ↑  Edgar Rice Burroughs (англ.). Empmuseum.org. Архів оригіналу за 16 березня 2012. Процитовано 11 жовтня 2023. [Архівовано 2012-03-16 у Wayback Machine.]
79. ↑  Star Maker: The Philosophy of Olaf Stapledon (англ.). Centauri-dreams.org.
80. ↑  Evans, Arthur B. (1988). Science Fiction vs. Scientific Fiction in France: From Jules Verne to J.-H. Rosny Aîné. Science-fiction Studies (англ.). XV:1 (44): 1—11. Процитовано 22 aprile 2012.
81. ↑  Science-fiction, merveilleux scientifique : quel avenir pour les pères fondateurs ? – J. Verne, J.-H. Rosny aîné, H.G. Wells. Università di Friburgo.{{cite web}}:  Обслуговування CS1: Сторінки з параметром url-status, але без параметра archive-url (посилання)Science-fiction, merveilleux scientifique : quel avenir pour les pères fondateurs ? – J. Verne, J.-H. Rosny aîné, H.G. Wells. Università di Friburgo.{{cite web}}:  Обслуговування CS1: Сторінки з параметром url-status, але без параметра archive-url (посилання)
82. ↑  Gli Xipéhuz (Les Xipéhuz). Fantascienza.com.
83. ↑  La morte della Terra (La Mort de la Terre). Fantascienza.com.
84. ↑  (Giovannini e Minicangeli, 1998 та p. 32).
85. 1 2  
A History of Science Fiction. Northern Virginia Community College. 19 gennaio 2005.
86. ↑  Writer's Digest (англ.). 1930.
87. ↑  Clute, John (1997). The Encyclopedia of Fantasy (англ.). New York: St. Martin's Press. с. 1000-1003. ISBN 0-312-19869-8.
88. ↑  Ashley, Mike (2000). The Time Machines: The Story of the Science-Fiction Pulp Magazines from the beginning to 1950 (англ.). Liverpool: Liverpool University Press. ISBN 0-85323-865-0.
89. ↑  Davin, Erik Leif (1999). Pioneers of Wonder (англ.). Prometheus Books. с. 29-13. ISBN 1-57392-702-3.
90. ↑  Moskowitz, Sam (1988). The Immortal Storm: A History of Science Fiction Fandom (англ.). Hyperion Press. ISBN 0-88355-131-4.
91. ↑  Metropolis (1927) - A Technical Marvel (англ.). 7 marzo 1927.
92. ↑  Voyage Dans La Lune (A Trip to the Moon) (1902) (англ.). Filmsite.org.
93. ↑  Історія наукової фантастики на сайті MYmovies.it (італ.)
94. ↑  Stedman, Raymond William (1971). Serials: Suspense and Drama By Installment. University of Oklahoma Press. с. 97—100, 102. ISBN 978-0-8061-0927-5.
95. 1 2  Alieni a fumetti. Treccani.it. 27 ottobre 2006.
96. ↑  Історія наукової фантастики (італ.). {{cite web}}: Проігноровано невідомий параметр |encyclopedia= (довідка)
97. ↑  Science fiction books: Space gangs, Kafka and the Old West. 19 february 2012.
98. ↑  Seitler, Dana (2008). Atavistic Tendencies: The Culture of Science in American Modernity (англ.) (вид. Upress). ISBN 978-0-8166-5124-5.
99. ↑  Karel Capek (англ.). Heureka.clara.net.
100. ↑  Philmus, Robert M. (1982). Science Fiction Studies (англ.) (вид. Vol. 9, No. 1). SF-TH Inc. с. 89—92.
101. ↑  (Clute e Nicholls, 1995 та p. 361).
102. ↑  In a perfect world (англ.).
103. ↑  Aldous Huxley (англ.). Britannica.com.
104. ↑  Resnick, Mike (1997). The Literature of Fandom. Mimosa (#21). Процитовано 17 gennaio 2007.
105. ↑  Duvall, John N. (2011). The Cambridge Companion to American Fiction After 1945 (англ.). Cambridge University Press. ISBN 978-0-521-12347-1.
106. ↑  George Orwell in the World of Science Fiction (англ.). Rbd26.dial.pipex.com. Архів оригіналу за 11 квітня 2013. Процитовано 11 жовтня 2023. [Архівовано 2013-04-11 у Wayback Machine.]
107. ↑  Brave New Worlds: Dystopian Stories (англ.). Newberg: Night Shade Books. 2010. ISBN 978-1-59780-221-5.
108. ↑  War of the Worlds, Orson Welles, And The Invasion from Mars.
109. ↑  Termine ultimo (Deadline). Fantascienza.com.
110. ↑  Cartmill, Cleve, Deadline.
111. ↑  Little Gray Men: Roswell and the Rise of a Popular Culture. UNM Press. 1º february 2000. с. 88–. ISBN 978-0-8263-2121-3.
112. 1 2 3 4  (Roberts, 2006 та pp. 195-218).
113. 1 2 3 4 5  The "golden age" of science fiction (англ.). Britannica.
114. ↑  (Asimov, 1981 та pp. 177-78).
115. ↑  «Write me a creature that thinks as well as a man or better than a man, but not like a man.» Westfahl, Gary (1998). The mechanics of wonder: the creation of the idea of science fiction (англ.). Liverpool University Press. с. 7—8. ISBN 0-85323-563-5.
116. ↑  Roy Wallis (autunno/inverno 1976). Psicologia dei poveri? Osservazioni su Dianetics. The Zetetic. 1 (1). Архів оригіналу за 30 грудня 2019. Процитовано 5 marzo 2012.
117. ↑  (англ.) Nigel Kneale. 2 novembre 2006. Архів оригіналу за 11 лютого 2007. Процитовано 11 жовтня 2023.
118. ↑  (Ashley, 2005 та p. 274).
119. ↑  Boxall, Peter (2009). Since Beckett: contemporary writing in the wake of modernism. Continuum literary studies  (англ.). Continuum International Publishing Group. ISBN 978-0-8264-9167-1.
120. ↑  Literary Outlaw: The Life and Times of William S. Burroughs (англ.). New York: Avon. 1988. с. 355. ISBN 0-805-00901-9.
121. ↑  The Beat Generation: Authors A-H. Gale. 2003. с. 84. ISBN 978-0-7876-7571-4.
122. ↑  The Beat Generation: critical essays. Peter Lang. 2002. с. 150. ISBN 978-0-8204-5778-9.
123. ↑  Speculations on Speculation. Theories of Science Fiction (англ.). Scarecrow Press. 2005. ISBN 0-8108-4902-X.
124. 1 2  Isaac Asimov, Prima prefazione.
125. ↑  «Посеред найдосконаліших технологічних інновацій, найвідвертіших політичних чи економічних зрушень, що тягнуть за собою зміни в загальному способі життя, настільки ж екстремальні, як прірва, що відділяє нас від Середньовіччя, чоловік і жінка, чоловік і дружина, коханець і коханка продовжують робити свої справи по-середині ХХ століття з якоюсь брутальною незворушністю… Сентиментальний консенсус, що це, мабуть, єдина частина людської природи, яку ніколи не можна змінити… є невтішною рисою письменників-фантастів, які, як правило, майже надмірно збудливі у своїй готовності розглядати як змінні те, що зазвичай вважається константами… Хоча це може йти врозріз із мораллю, але письменників-фантастів, очевидно, влаштовує сексуальний статус-кво.» (New Maps of Hell, pp. 114-15)
126. ↑  Booker, M. Keith (2009). The science fiction handbook (англ.). John Wiley and Sons. с. 60. ISBN 1-4051-6205-8.
127. ↑  Literary apocalypse now, and then (англ.). 4 dicembre 2007.
128. ↑  Ina Rae Hark (1979). Unity in the Composite Novel: Triadic Patterning in Asimov's The Gods Themselves. Science Fiction Studies. 6, Part 3 (19). Процитовано 21 aprile 2012.
129. ↑  Browning, Tonya (1993). A brief historical survey of women writers of science fiction. University of Texas in Austin. Процитовано 19 gennaio 2007. {{cite journal}}: |archive-url= вимагає |archive-date= (довідка)
130. ↑  SF TIMELINE 1960–1970. Magic Dragon Multimedia. 24 dicembre 2003.
131. ↑  La Fantascienza Inglese del '900: aspetti di una tradizione narrativa. Архів оригіналу за 25 жовтня 2007. Процитовано 11 жовтня 2023.
132. ↑  Chronological Bibliography of Science Fiction History, Theory, and Criticism. Depauw.edu.
133. ↑  Eureka! La critica SF nel mare tenebrarum. Intercom.publinet.it. Архів оригіналу за 22 жовтня 2007. Процитовано 11 жовтня 2023.
134. ↑  J.G. Ballard. Wildside Press. 1º agosto 1985. с. 18. ISBN 978-0-916732-83-7.
135. ↑  Philip K. Dick: Canonical Writer of the Digital Age. Routledge. 2009. с. XIII–. ISBN 978-0-415-96242-1.
136. ↑  Philip Purser-Hallard (2006). The drugs did work. The Guardian. Процитовано 23 aprile 2012.
137. ↑  FAQ del sito ufficiale di Lem. lem.pl.
138. ↑  Women's Rights and Women's Images in Science Fiction: A Selected Bibliography. Архів оригіналу за 4 березня 2010. Процитовано 11 жовтня 2023.
139. ↑  Lungo viaggio di Doris Lessing dentro la SF. Intercom.publinet.it.
140. ↑  Palusci, Oriana (1982). Lungo viaggio di Doris Lessing dentro la SF. Nord.
141. ↑  Who Needs Feminist Science Fiction? (англ.). Irosf.com.
142. ↑  In particolare in Legami di sangue (Kindred, 1979).
143. ↑  Science Fantasy, An Introduction.
144. ↑  Della Fornace, Luciana (1981). Come si legge un film: introduzione critica ai generi e ai filoni cinematografici. Bulzoni. с. 107. ISBN no. {{cite book}}: Перевірте значення |isbn=: недійсний символ (довідка)
145. ↑  Vittorio Curtoni nella prefazione a Il grande cinema di fantascienza: aspettando il monolito nero (1902-1967). Gremese Editore. 2003. с. 7—8. ISBN 978-88-8440-266-0.
146. ↑  Future Visions: New Technologies of the Screen. British Film Institute. 1993. с. 180—204.
147. ↑  Cavallaro, Dani (2000). Cyberpunk and cyberculture: science fiction and the work of William Gibson (англ.). Continuum International Publishing Group. с. 54—56. ISBN 0-485-00607-3.
148. ↑  Mirrorshades (англ.). Arbor House. 1986. ISBN 0-87795-868-8.
149. ↑  (Cadigan, 2002).
150. ↑  Perron, Bernard (2009). Horror video games: essays on the fusion of fear and play (англ.). McFarland. с. 117. ISBN 0-7864-4197-6.
151. 1 2  Full Metal Apache: Transactions Between Cyberpunk Japan And Avant-Pop America. Duke University Press. 2006. ISBN 978-0-8223-3774-4.
152. ↑  The Wesleyan Anthology of Science Fiction (англ.). Wesleyan University Press. 2010-8-1. с. 587–. ISBN 978-0-8195-6955-4.
153. ↑  Hampton, Gregory Jerome (2010). Changing bodies in the fiction of Octavia Butler: slaves, aliens, and vampires (англ.) (вид. Lexington Books). с. xvi—xvii. ISBN 0-7391-3787-5.
154. ↑  Shards of Honor. NESFA Press. 10 maggio 2004.
155. 1 2  in inglese romance indica la narrativa a carattere eroico e mitico, propensa all'utilizzo di allegoria ed elementi fantastici.
156. ↑  British Fiction Of The 1990s. Routledge. 21 ottobre 2005. с. 87–. ISBN 978-0-415-34256-8.
157. ↑  «a vision of the triumph of science fiction as a genre and as a series of outstanding texts which figured to our gaze the significant futures that, during those years, came to pass … [or]… indecipherable from the world during those years … fatally indistinguishable from the world it attempted to adumbrate, to signify.» in (James e Mendlesohn, 2003 та p. 64).
158. ↑  Thirteen Ways of Looking at the British Boom (англ.). Depauw.edu.
159. 1 2  Science Fiction and Market Realities. University of Georgia Press. 1º agosto 1996. с. 36–. ISBN 978-0-8203-1726-7.
160. ↑  Cartosio, B. (2002). Acoma. Rivista internazionale di studi nordamericani. Т. 24. ShaKe.
161. ↑  SMELLS LIKE AVANT-POP. altx.com.
162. ↑  L'Espresso. 2000. с. 257.
163. ↑  K. Wolfe, Gary (2011). Evaporating Genres: Essays on Fantastic Literature (англ.). Wesleyan University Press. с. 167—168. ISBN 0-8195-6937-2.
164. ↑  Science Fiction. Polity. 16 maggio 2005. с. 243. ISBN 978-0-7456-2893-6.
165. ↑  Despite Overall Decline in Trade Books, Science Fiction/Fantasy Will Grow 3.4% in 2011.

## Інші проекти
- Wikimedia Commons contiene immagini o altri file su storia della fantascienza